# Batalha de Iwo Jima
A Batalha de Iwo Jima (19 de fevereiro — 26 de março de 1945) foi um grande combate em que as forças Aliadas (formadas basicamente por membros do Corpo de Fuzileiros Navais dos Estados Unidos) desembarcaram e eventualmente conquistaram a ilha de Iwo Jima, que estava em mãos do exército imperial do Japão, durante a Segunda Guerra Mundial. A invasão americana, denominada Operação Detachment, tinha como objetivo conquistar a ilha, incluindo seus três aeroportos, com o objetivo de utilizar a região como base para lançar ataques mais eficazes as ilhas japonesas principais. O combate, previsto pelos estrategistas para durar menos de uma semana, durou trinta e cinco dias, se tornando uma das batalhas mais ferozes e sangrentas da Guerra do Pacífico. Controversamente, apesar de ter sido uma vitória contundente das forças armadas americanas, a importância e o valor estratégico da conquista da ilha para o esforço de guerra dos Aliados segue como motivo de debates. Iwo Jima nunca seria utilizada pelo exército dos Estados Unidos como base de preparação e tão pouco a marinha a usaria como base naval.
O exército japonês fez extensivas preparações em antecipação para a invasão americana. Eles encheram a ilha de posições fortificadas, bunkers, casamatas e peças de artilharia escondidas, quase tudo interconectado por quase 18 km de túneis recém construídos. A força de invasão estadunidense era protegida por seu extenso poderio de sua artilharia naval e completa superioridade aérea fornecida pelos aviadores da Marinha e Forças Aéreas do Exército dos Estados Unidos. No geral, os americanos tinham uma enorme superioridade em números, recursos e tecnologia. Os japoneses, que estavam na defensiva desde 1943, careciam de suprimentos e tropas bem treinadas (além do fato de estarem numa ilha, o que os impossibilitava de receberem mantimentos ou reforços) e isso fez com que sua possibilidade de vitória fosse praticamente nula. Assim, o general Tadamichi Kuribayashi (comandante das forças japonesas na ilha) teve que adequar sua estratégia para essa realidade, com ele determinado a infligir o máximo de perdas no inimigo e morrer lutando.
Ambos os lados sofreram pesadas perdas. Embora o número de soldados japoneses mortos tenha sido quase três vezes maior que a dos americanos, o total de baixas (somados mortos e feridos) sofridas pelos estadunidenses excedeu a dos japoneses, pela primeira e única vez no Pacífico. Das 21 000 tropas japonesas guarnecidas em Iwo Jima no começo da batalha, apenas 216 foram feitos prisioneiros. Outros 18 000 foram mortos e pelo menos 3 mil prosseguiram por semanas, após a ilha ter sido declarada segura, lutando em forma de guerrilha, escondidos nos seus túneis, atazanando as forças americanas de ocupação. Até perto do fim da guerra, porém, Iwo Jima já estava completamente segura. Ainda assim, remanescentes japoneses permaneceram, com o último militar japonês se rendendo apenas em 1949.
O fotografo da Associated Press, Joe Rosenthal, tirou uma das fotos mais reproduzidas da história durante a batalha, a Raising the Flag on Iwo Jima, no momento em que as tropas americanas ergueram a bandeira do seu país no topo do Monte Suribachi por seis fuzileiros americanos. A imagem percorreu o mundo e se tornou uma das fotos mais famosas durante e após a guerra.

## Contexto

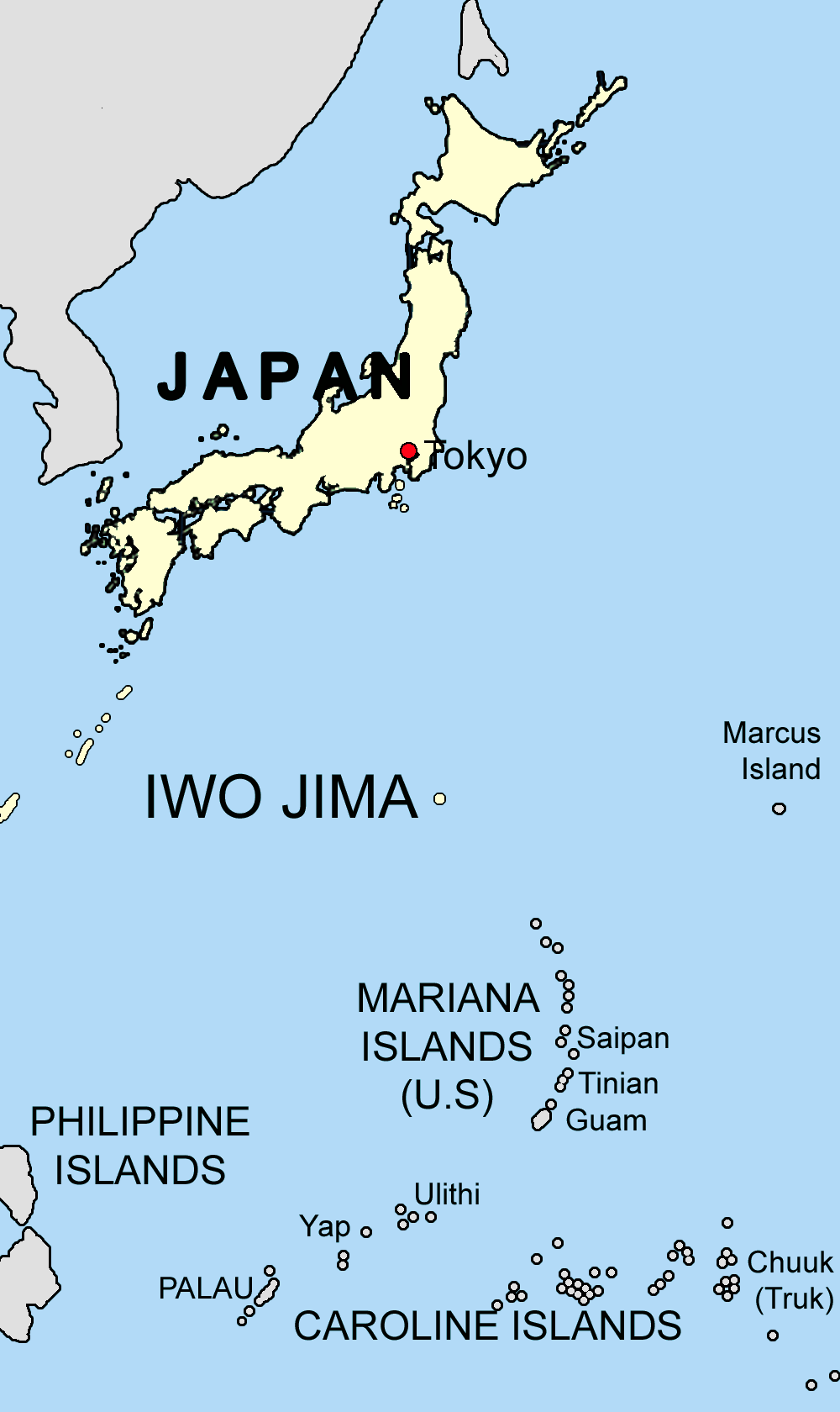
Localização de Iwo Jima, a meio caminho entre as Ilhas Marianas e o Arquipélago Japonês.

Após os Aliados terem conquistado as Ilhas Gilbert e Marshall e terem lançado uma série de ataques aéreos devastadores contra o Atol de Truk, a principal fortaleza japonesa nas Ilhas Carolinas, em janeiro de 1944, os militares japoneses começaram a reavaliar suas táticas. Tudo apontava que o próximo passo dos americano seria avançar sobre as Ilhas Marianas e as Carolinas. Para deter estas ofensivas, o Exército e a Marinha Imperial Japonesa estabeleceram linhas defensivas que se estendiam para o norte das Marianas e Carolinas, via Ilhas Vulcano, e a oeste via Carolinas e Ilhas Palau até as Filipinas. Em março de 1944, o 31º Corpo do exército japonês, comandado pelo general Hideyoshi Obata, defendia as linhas internas.
O comandante da guarnição japonesa em Chichi-jima foi nominalmente colocado no comando do exército e da marinha nas Ilhas Vulcano. Após os americanos terem conquistado as Marianas, incursões de bombardeios contra forças japonesas no norte do Pacífico foram lançadas, como parte da Operação Scavenger. Iwo Jima, em particular, era usada como base avançada para alertar o Japão que missões de bombardeio americanas estavam a caminho, dando tempo para as defesas anti-aéreas japonesas se prepararem. Isso a tornou um dos alvos principais da aviação Aliada.
Após os Estados Unidos tomarem as bases japonesas nas Ilhas Marshall nas batalhas de Kwajalein e de Eniwetok, em fevereiro de 1944, o Alto Comando Japonês decidiu enviar reforços para Iwo Jima: 500 homens da base naval de Yokosuka e 500 de Chichi Jima chegaram em março e abril de 1944. Neste período, com a chegada destes reforços, o exército imperial agora tinha uma guarnição de 5 000 homens em Iwo Jima. A perda das Ilhas Marianas no verão de 1944 aumentou exponencialmente a importância das Ilhas Vulcano para os japoneses, que sabiam que se Iwo Jima caísse, as missões de bombardeio dos americanos ficariam mais fáceis, com seus aviões sendo transportados para bases mais perto do arquipélago japonês, devastando ainda mais a infraestrutura militar e civil do país.
Os planos finais japoneses para defender as Ilhas Vulcano eram frustrados por vários fatores:
1. a Marinha Imperial Japonesa já tinha perdido boa parte do seu poder de fogo e não tinha condições de deter os desembarques americanos.
2. a aviação da marinha e do exército do Japão também tinham sofrido pesadas baixas em 1944 e com o complexo industrial japonês em ruínas, novas aeronaves não podiam ser construídas em quantidades relevantes. Em abril de 1945, os japoneses tinham menos de 3 000 aviões disponíveis. Tais aeronaves, contudo, não podiam ser operadas em grandes números a partir do principal arquipélago japonês pois, para defender as bases militares avançadas, eles não tinham alcance suficiente para operações de cobertura além de um raio de 900 km.
3. o que sobrou do efetivo aéreo japonês tinha prioridade de defender Taiwan e as ilhas principais do Japão.[1]
4. havia falta de pessoal treinado e pilotos experientes, principalmente devido as enormes perdas sofridas pelos japoneses nas derrotas nas Ilhas Salomão e durante a Batalha do Mar das Filipinas em meados de 1944.

Em um estudo pós guerra, oficiais japoneses descreveram a estratégia usada para defender Iwo Jima desta maneira:
Dada a situação [vista acima], visto como era impossível conduzir operações aéreas, terrestres e navais para ter a vitória na Ilha [de Jima], foi decidido que era necessário ganhar o máximo de tempo possível para a preparação das defesas em casa no Japão. Nossas forças contavam apenas com as defesas estabelecidas equipadas na área, lutando contra o inimigo numa ação para atrasa-lo. Até mesmo os ataques suicidas feitos por aviões do exército e da marinha, os ataques surpresas dos submarinos e as ações paraquedistas, apesar de efetivas, poderiam ser considerados apenas como uma artimanha estratégica da nossa parte. Foi um pensamento deprimente que não tinhamos meios disponíveis para explorar oportunidades táticas no curso dessas operações.— Monografia japonesa, Nº 48

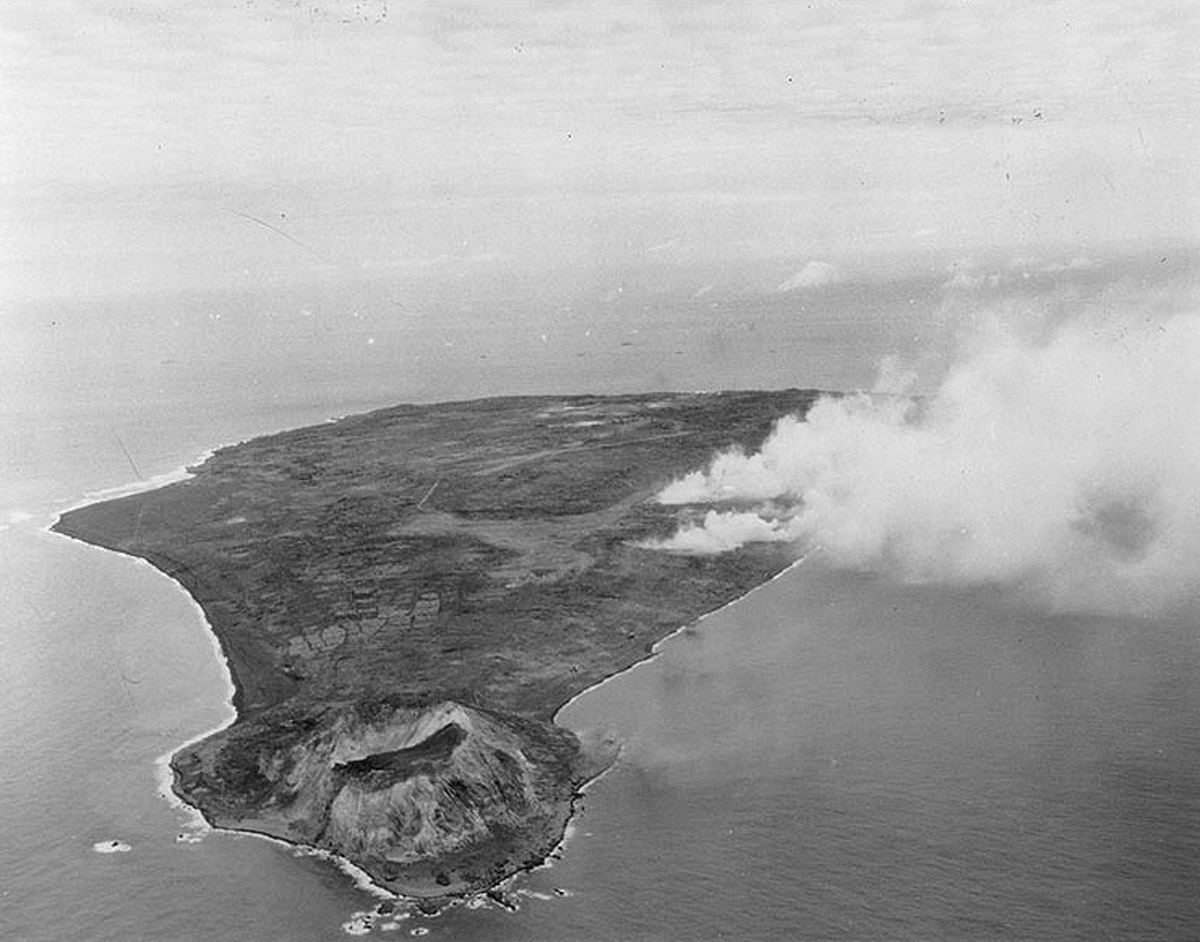
Imagem tirada antes do início da invasão de Iwo Jima, em Fevereiro de 1945. Vista do sul, é notável o Monte Suribachi, o ponto mais alto da ilha e umas de suas posições de defesa mais importantes.

Após outra vitória dos Aliados na Batalha de Leyte (outubro – dezembro de 1944), nas Filipinas, seguiu-se dois meses de uma pequena calmaria para sedimentar as preparações para a invasão de Okinawa (embora a campanha de bombardeio contra as cidades japonesas prosseguisse a todo o vapor). Iwo Jima era considerada estrategicamente importante: servia como base aérea para os aviões caça japoneses interceptar os esquadrões de B-29 Superfortress americanos e fornecia uma base naval para unidades que precisavam de apoio. Além disso, os japoneses a usavam para tentar lançar ataques aéreos contra as forças Aliadas nas Ilhas Mariana, entre novembro de 1944 até janeiro de 1945. A tomada de Iwo Jima eliminaria esse problema e serviria como base para a Operação Downfall – a eventual invasão do território japonês. Hipoteticamente, a distância entre as bases dos B-29 e seus alvos no Japão seria cortada pela metade e daria aos caças P-51 Mustang meios de escoltar estes bombardeiros durante quase toda a viagem.
O serviço de inteligência do exército dos Estados Unidos afirmou que Iwo Jima cairia em uma semana. À luz dos relatórios de inteligência otimistas, a decisão foi feita de invadir Iwo Jima e a operação recebeu o codinome de "Operação Detachment". O que os americanos não sabiam é que os japoneses haviam mudado suas táticas consideravelmente e aprimorado suas defesas, construindo elaborados bunkers e cavernas, com fortificadas posições. Foi só depois da batalha que os Aliados descobriram que a maioria das suas bombas e artilharia pré-invasão não tiveram efeito, com boa parte da guarnição japonesa saindo quase intacta dos bombardeios aeronavais.

## Planejamento

### Preparações japonesas

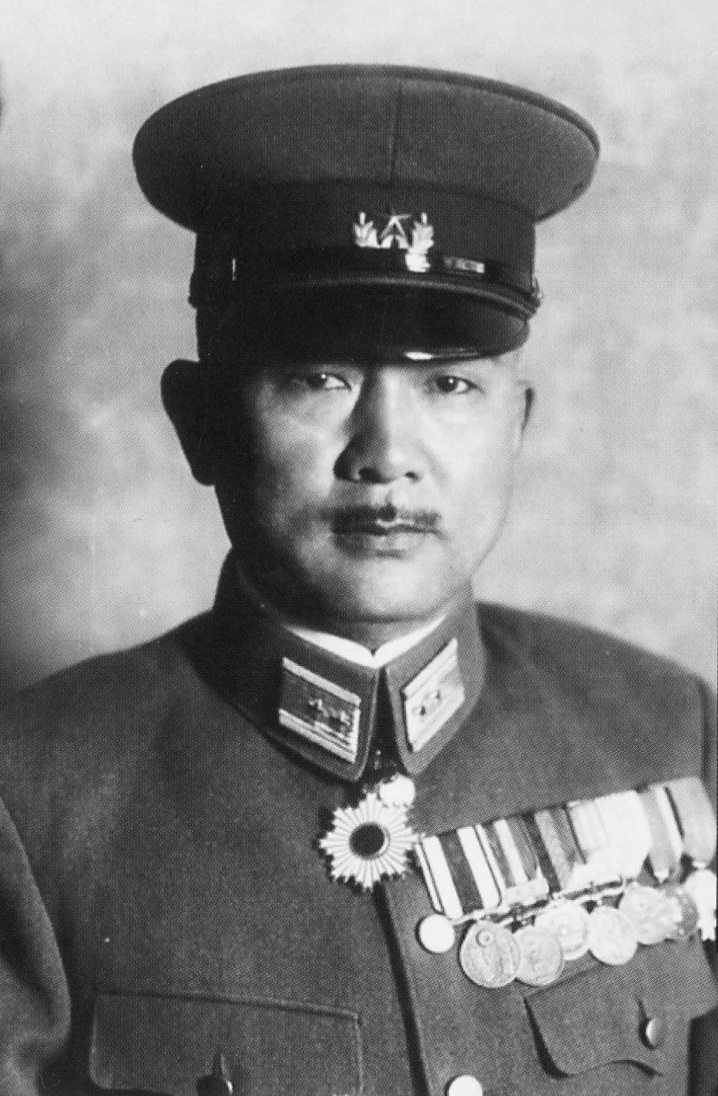
O tenente-general Tadamichi Kuribayashi.

Em junho de 1944, o tenente-general Tadamichi Kuribayashi recebeu o comando das forças japonesas em Iwo Jima. Kuribayashi sabia que não havia como o Japão vencer a batalha, mas ele esperava infligir pesadas baixas nas forças americanas, para que os Estados Unidos, a Austrália e os Britânicos tivessem que reconsiderar sua planejada invasão do arquipélago japonês.
A inspiração para as defesas de Iwo Jima foi a sangrenta Batalha de Peleliu. Kuribayashi desenhou as defesas da ilha quebrando com a doutrina militar japonesa. Ao invés de erguer suas defesas nas praias para enfrentar os desembarques de cara, ele criou uma série de cavernas, defesas em profundidade interconectadas, com posições estáticas e armamento pesado, como artilharia e ninhos de metralhadora. Os tanques de guerra do coronel Takeichi Nishi foram camuflados e usados como artilharia. Como os túneis que uniam a montanha ao resto da ilha não foi completado, Kuribayashi organizou a parte sul e ao redor do Monte Suribachi como setores semi-independentes, com as principais defesas construídas no norte. O esperado pesado bombardeio aeronaval americano pré-invasão fez com que o sistema de defesa de túneis fosse melhorado e interconectado, para que unidades de infantaria pudessem recuar de suas as casamatas para ocuparem outras posições, quando necessário. Essa rede de bunkers e ninhos de metralhadora favoreciam uma forte defesa, estocando suprimentos para uma longa batalha. Alguns bunkers chegavam a ter quase 30 metros de profundidade, interconectados por túneis que iam para múltiplos lados. Geradores movidos a querosene e gasolina mantinham as luzes e os rádios operacionais.

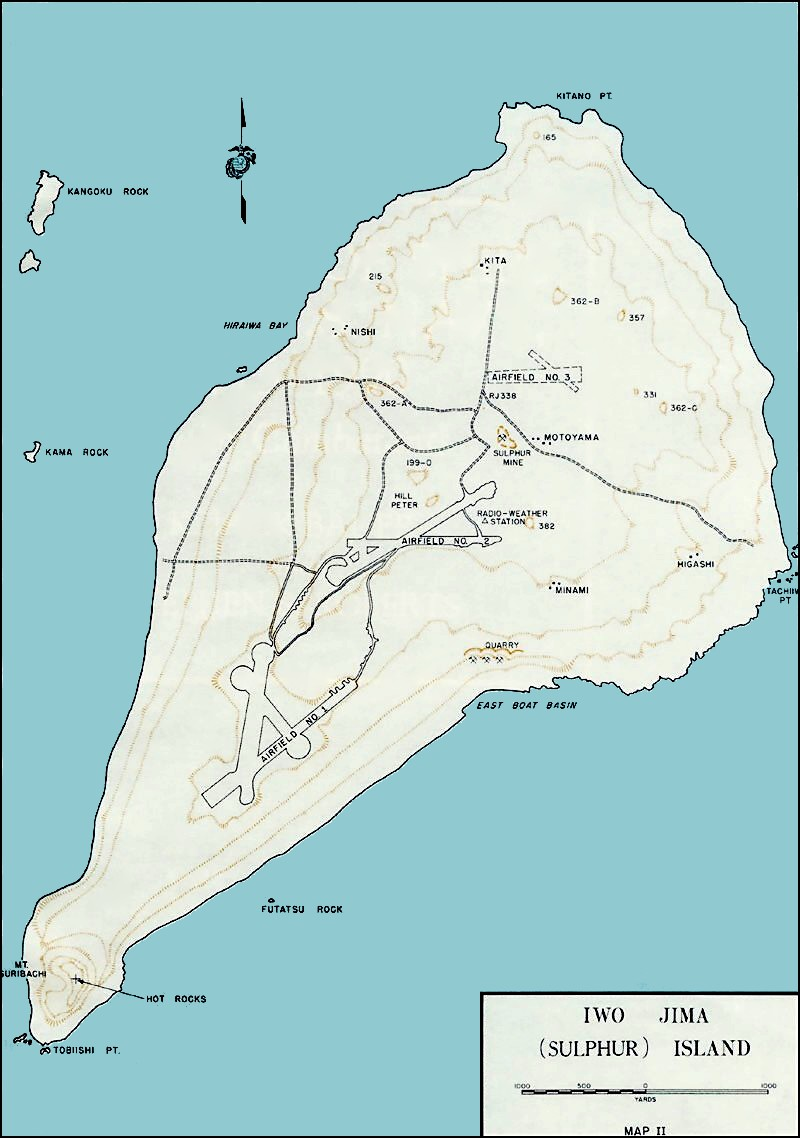
Mapa de Iwo Jima.

A 19 de fevereiro de 1945, o dia que os americanos invadiram, cerca de 17 km de túneis haviam sido completados dos 27 km planejados. Além das casamatas e ninhos de metralhadora, havia também bunkers de comando e controle, onde os oficiais coordenavam os esforços defensivos. Os túneis permitiam que as tropas japonesas se movimentassem entre as linhas inimigas, surgindo por trás e reocupando áreas abandonadas, ou abandonando rapidamente setores que já não tinham mais como defender.
Centenas de posições de artilharia e morteiros foram escondidas junto com campos minados que foram espalhados pela ilha inteira. Entre algumas das principais armas japonesas estavam o morteiro Type 98, que disparava um projétil de 320 mm e uma variedade de foguetes explosivos.
Apesar de tudo isso, a situação dos japoneses ainda era precária, especialmente na questão de mantimentos. As tropas tinham disponível apenas 60% da quantidade suficiente de munição necessária por divisão para um combate prolongado. A água e a comida, sendo racionadas, durariam apenas quatro meses.
Os japoneses sabiam que estariam em inferioridade numérica (pelo menos 5 para 1, em terra) e por isso utilizavam táticas manobráveis. Havia inúmeros franco-atiradores e posições de metralhadora camufladas em locais chave. Kuribayashi projetou as defesas para que cada parte da ilha estivesse no alcance de tiro das tropas japonesas. Ele também recebeu um punhado de kamikazes para usar contra a frota Aliada. Eles acabaram sendo ineficazes, com apenas 300 americanos morrendo nos ataques kamikaze durante a batalha. Contudo, contra a vontade de Kuribayashi, ele foi ordenado pelo Quartel-general a erguer defesas nas praias. Conforme ele previu, essas defesas insulares foram rapidamente destruídas no bombardeio pré-invasão. O restante das fortificações japonesas, por outro lado, permaneceram relativamente intactas.

### Preparações americanas
A começar em 15 de junho de 1944, aeronaves da Marinha e das Forças Aéreas do Exército dos Estados Unidos começaram uma pesada operação de bombardeamento aéreo contra Iwo Jima, que seria uma das campanhas de bombardeio mais extensas e intensas da Guerra do Pacífico. Além disso, artilharia naval também foi extensamente utilizada. Os bombardeios fustigaram a ilha por nove meses seguidos. Em 17 de junho, o contratorpedeiro americano USS Blessman enviou um pequeno grupo de reconhecimento para uma das praias de Iwo Jima. Os japoneses os detectaram, matando um dos mergulhadores. O Blessman acabou sendo atingido por uma bomba de um avião japonês, matando 40 tripulantes.

Sem saber do sistema de defesa de túneis de Kuribayashi, muitos americanos previam que a guarnição japonesa seria rapidamente destruída nos bombardeios aeronavais e a vitória seria rápida.
"Bem, esta será fácil. Os japoneses renderão Iwo Jima sem luta." – Chester W. Nimitz

### Bombardeio pré-desembarque

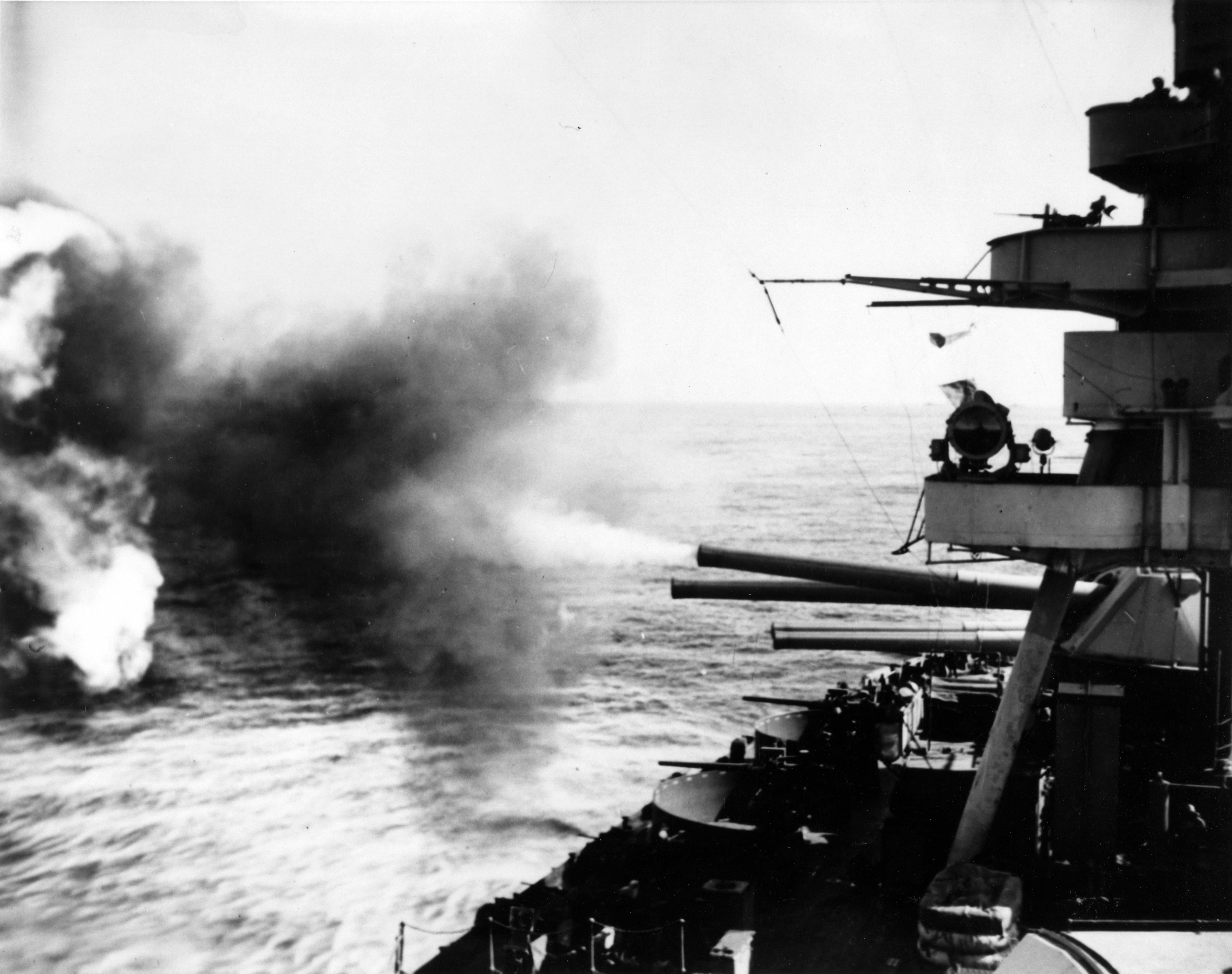
O disparando projéteis de 360 mm contra a ilha, em 16 de fevereiro de 1945.

O major-general Harry Schmidt, comandante dos fuzileiros em terra, pediu por um bombardeio de 10 dias seguidos à ilha antes da invasão anfíbia. Contudo, o almirante William H. P. Blandy, comandante da frota de suporte anfíbia (Força Tarefa 52), não acreditava que tal bombardeio lhe permitiria tempo para reabastecer a munição dos seus navios antes dos desembarques; ele então recusou o pedido de Schmidt. Eventualmente, Blandy concordou em apenas três dias de bombardeio. Isso causou muito ressentimento entre os fuzileiros, que acreditavam que a marinha não fez o suficiente para protege-los. Depois da guerra, o tenente-general Holland M. "Howlin' Mad" Smith, comandante da Força Tarefa 56 (que os homens de Schmidt faziam parte), reclamou duramente a falta de apoio naval que teria custado a vida de milhares de fuzileiros.
Cada navio de guerra recebeu uma área específica para bombardear, combinado entre as embarcações, cobrindo toda a ilha. Cada navio disparava por pelo menos seis horas antes de dar uma pausa. O tempo era ruim, com fortes chuvas que atrapalhou um pouco. Enquanto isso, a artilharia japonesa escondida permanecia a postas. Quando o cruzador pesado USS Pensacola se aproximou da costa, as baterias de artilharia japonesas dispararam, acertando o navio com seis projéteis, matando 17 tripulantes. Mais tarde, doze pequenas embarcações tentaram se aproximar da costa carregando forças especiais anfíbias mas foram descobertas e tiveram de recuar. Nesse meio tempo, o contratorpedeiro USS Leutze foi atingido e teve 7 dos seus tripulantes mortos. Conforme os dias iam passando, chuvas e névoa atrapalharam mais os bombardeios. O general Schmidt afirmou: "Nós só tivemos mais 13 horas de bombardeamento durante as 34 horas de sol".
O bombardeio, ainda que limitado, não teve o efeito esperado, devido principalmente as posições fortificadas e subterrâneas dos japoneses. Contudo, muitos bunkers e cavernas foram bombardeadas com sucesso. Os japoneses estavam se preparando para a batalha desde de 1944, o que lhes deu uma vantagem significativa. No período de desembarque, havia mais de 450 navios americanos perto de Iwo Jima. Os americanos desembarcariam 60 000 fuzileiros e milhares de Seabees, para combater os 21 mil japoneses na ilha.

## Primeiro dia – 19 de fevereiro de 1945

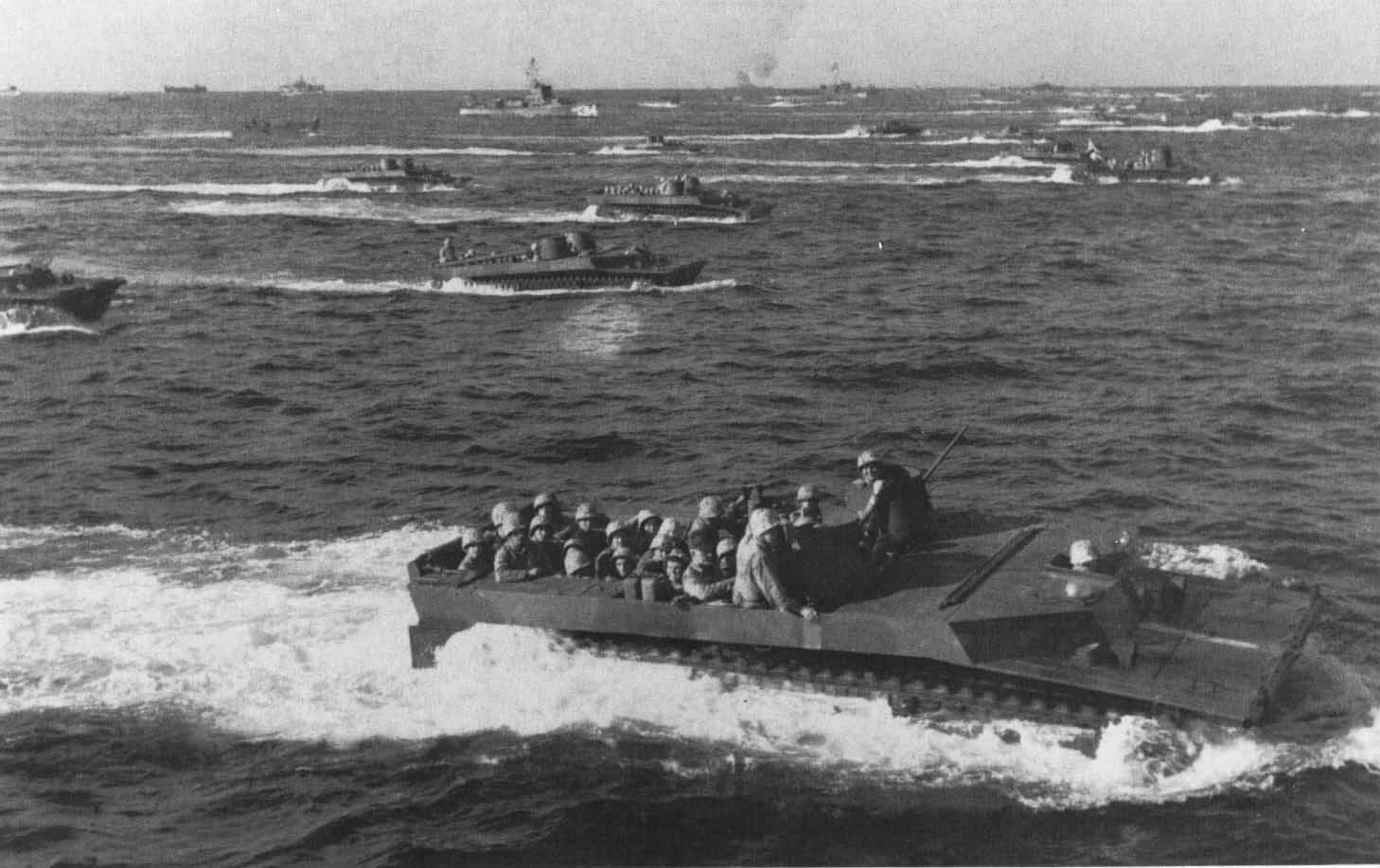
Veículos de desembarque LVTs se aproximando da costa de Iwo Jima.

### Desembarques
Na madrugada de 19 de fevereiro, a Força Tarefa 58, liderada pelo vice-almirante Marc A. Mitscher, com uma enorme frota, incluindo vários porta-aviões, chegou de Iwo Jima. Nesta flotilha estava também o almirante Raymond A. Spruance, comandante da força de invasão, no seu navio-almirante USS Indianapolis. O general Holland Smith mais uma vez ficou frustrado com o grupo de porta-aviões de Mitscher enviando seus aviões para bombardear o Japão e não Iwo Jima. Contudo, no dia do desembarque, aeronaves americanas de fato bombardearam a ilha.
Diferentes dos dias pré-invasão, a manhã do desembarque (o Dia-D) estava clara e limpa. As 08h59, um minuto antes do horário, a primeira onda de fuzileiros desembarcou nas praias a sudeste da costa de Iwo Jima. O major Howard Connor, oficial de comunicação da 5ª Divisão de fuzileiros, tinha seis codificadores navajos trabalhando em tempo integral nos dois primeiros dias de invasão. Esses seis receberam e mandaram mais de 800 mensagens, sem cometer um erro. Connor mais tarde falou: "se não fosse pelos Navajos, os Marines não teriam tomado Iwo Jima".

### Situação nas praias

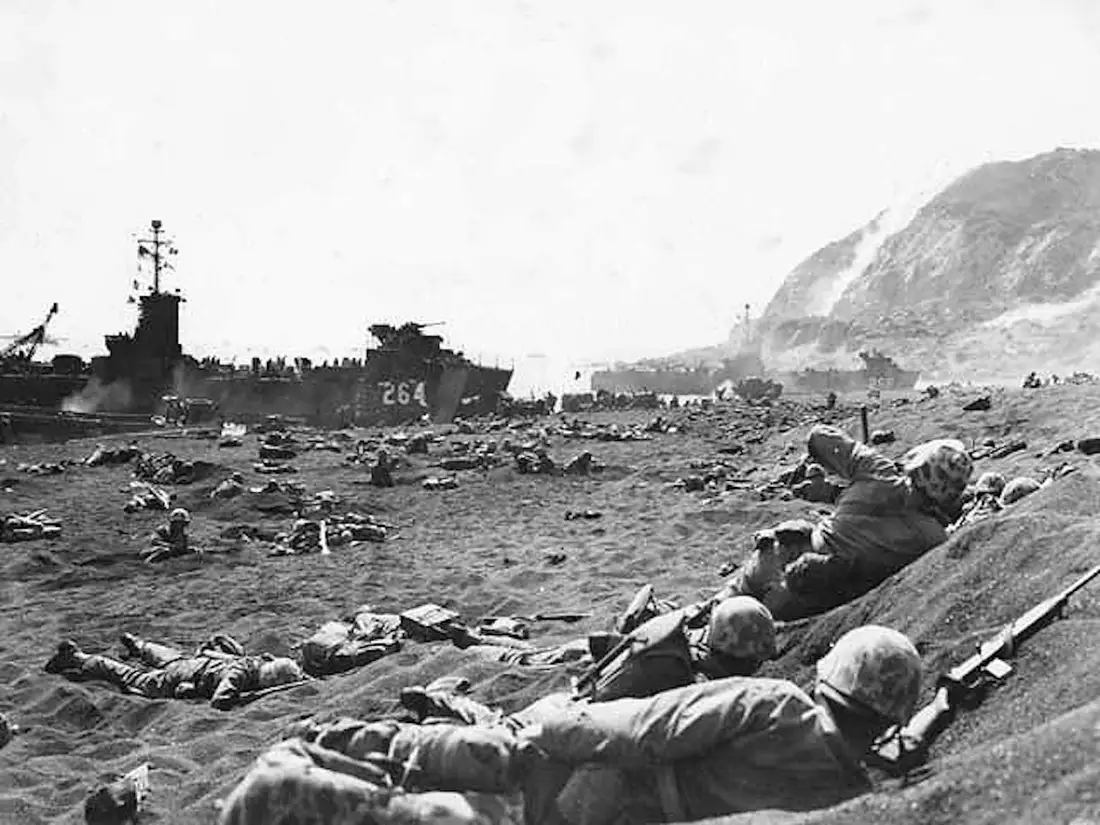
Militares do 1º Batalhão do 23º Regimento de Fuzileiros Navais dos Estados Unidos nas areias vulcânicas da Praia Amarela 1. A esquerda, na imagem, é visto um navio de desembarque LCI, enquanto no lado direito o Monte Suribachi também é visível.

Infelizmente para as forças que desembarcavam, os estrategistas militares em Pearl Harbor tinham julgado errado completamente o que o general Schmidt e seus fuzileiros enfrentariam. As praias tinham sido descritas como "excelentes" e avançar terra adentro era esperado que fosse "fácil". Na realidade, após cruzarem as praias, os fuzileiros se depararam com encostas de aproximadamente 5 metros formadas por areia de cinzas vulcânicas. Isso não só dificultava os soldados de avançar mas também dificultava a construção de fortificações improvisadas, como trincheiras, para proteger os fuzileiros do fogo inimigo. Contudo, as cinzas vulcânicas ajudavam a absorver o impacto dos projéteis de fragmentação da artilharia japonesa.
Fuzileiros são treinados para avançar rápido; lá eles só podiam ir a passos lentos. A quantidade de equipamento foi um obstáculo fantástico e vários itens foram rapidamente descartados. [...]
Para surpresa dos Aliados, as primeiras tropas que desembarcaram praticamente não enfrentaram resistência. Essa falta de resposta dos defensores fez com que a marinha americana presumisse que seu bombardeio pré-invasão foi bem-sucedido e assim os fuzileiros começaram a desembarcar em boa ordem na costa de Iwo Jima. Tudo isso, contudo, fazia parte dos planos do general Tadamichi Kuribayashi. Os japoneses permitiram aos americanos desembarcar, em completo silêncio, deixando também que os fuzileiros avançassem pelo terreno arenoso vulcânico, alheios ao perigo. Após deixar os americanos entupirem a praia de homens e equipamentos, esperando ao menos uma hora, Kuribayashi ordenou que seus soldados abrissem fogo. Logo após as 10h00, todas as metralhadoras e morteiros começaram a chover balas e projéteis nas praias, transformando a calmaria num violento banho de sangue. O jornalista Robert Sherrod, correspondente da Time Life, descreveu o primeiro dia de batalha como "um pesadelo no inferno".

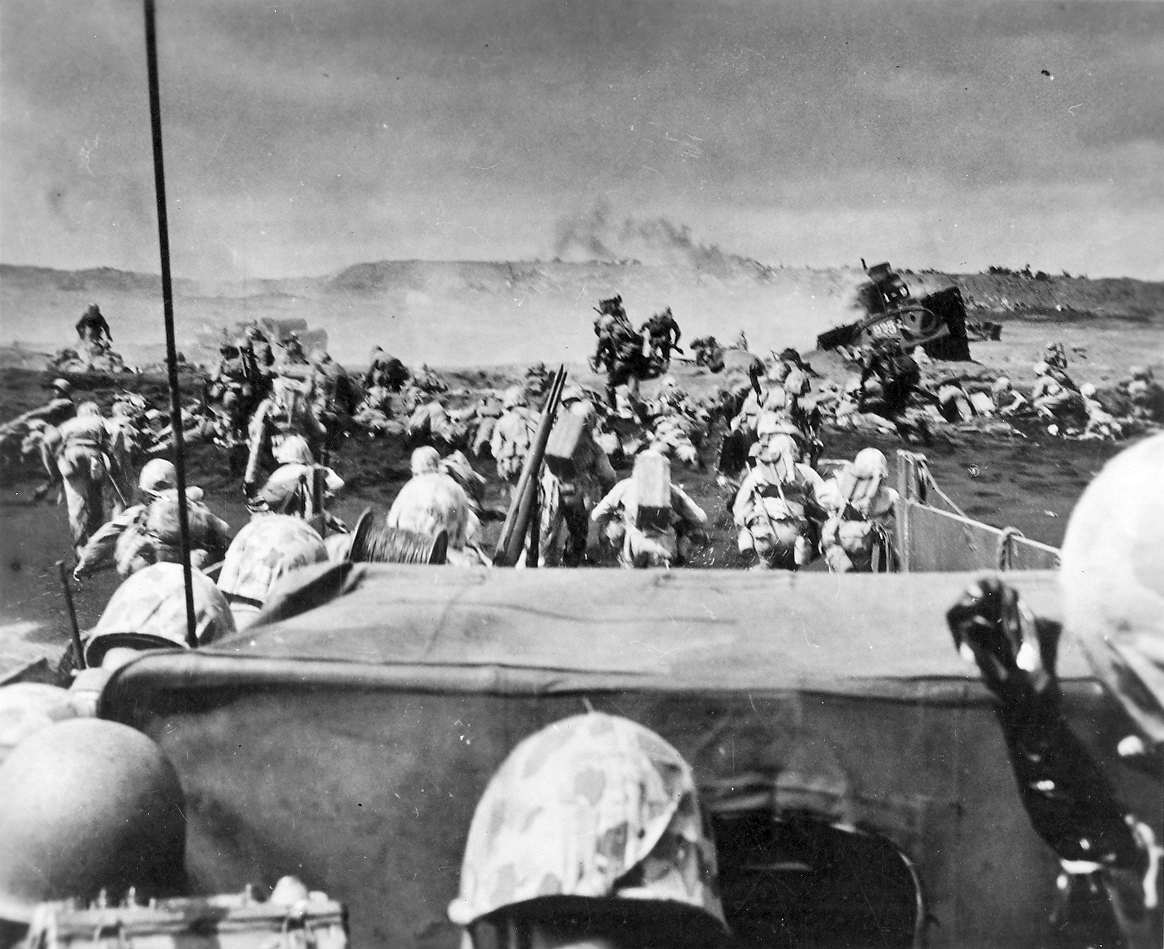
Fuzileiros americanos desembarcando nas praias.

A artilharia pesada japonesa no Monte Suribachi abriu suas portas de aço reforçado e abriram fogo, escondendo-se logo em seguida para evitar o revide dos fuzileiros americanos ou da sua frota naval. Para piorar a situação para os Aliados, os bunkers dos japoneses eram interconectados por túneis, o que permitia que eles conseguissem evacuar e reocupar posições. Não era incomum os militares americanos limparem uma casamata com seus lança-chamas e granadas e depois avançarem, sem saber que, em questão de horas, os japoneses já haviam reocupado aquela posição, caminhando embaixo da terra pelos seus túneis, surpreendendo o inimigo por trás. Logo, os fuzileiros começaram a sofrer pesadas baixas no primeiro dia de lutas.

### Avanço além das praias
Os veículos anfíbios de desembarque americanos não foram capazes de fazer muita coisa, devido ao terreno difícil, não conseguindo ir além da encosta; as tropas que eles carregavam tiveram que deixar os veículos antes do desejável e avançar terra adentro a pé, expostos a artilharia e as metralhadoras. Os Seabees (as equipes de construção da marinha) tentaram melhorar a situação, abrindo caminho com tratores pela encosta. Isso permitiu aos fuzileiros fazer algum progresso e avançar além das abarrotadas praias.
As 11h30, alguns fuzileiros haviam conseguido passar das praias e chegar no Campo Aéreo No. 1, cuja posse era um dos objetivos iniciais dos americanos para o primeiro dia. Cerca de 100 japoneses lutaram com afinco para tentar manter o aeroporto, mas ao anoitecer eles já haviam sido eliminados.

### Atravessando a ilha

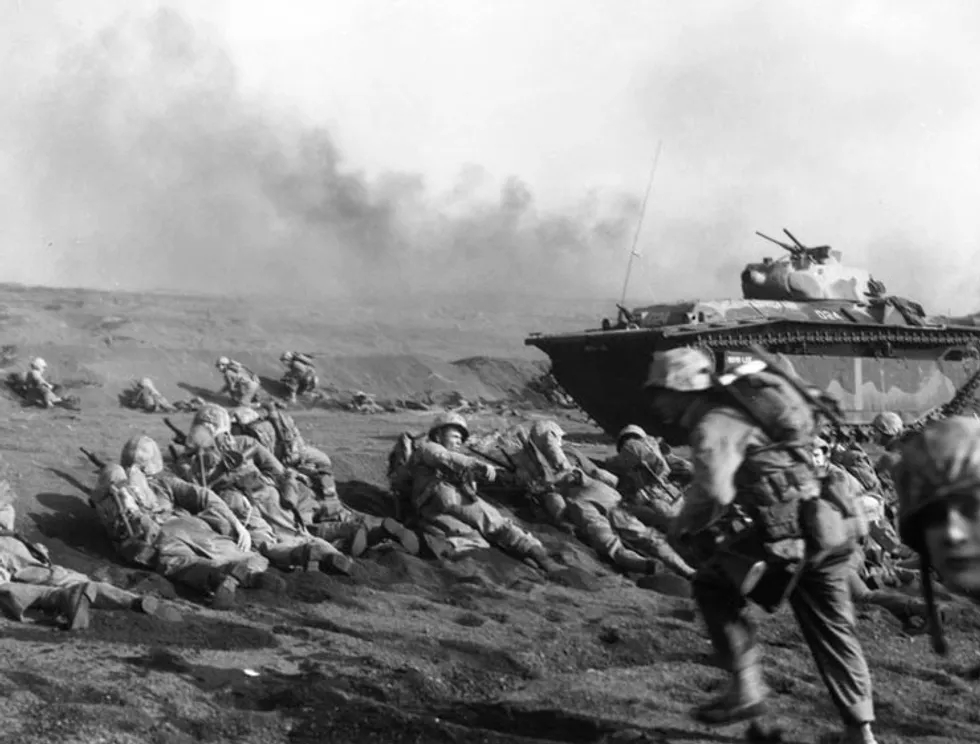
Militares americanos aguardando ordens para avançar.

No setor mais a esquerda, as forças americanas tinham conquistado alguns dos seus objetivos do primeiro dia. Liderados pelo coronel Harry B. Liversedge, o 28º Regimento de Fuzileiros atravessou a ilha no seu ponto mais fino (de quase apenas um quilômetro), isolando o Monte Suribachi do resto da ilha.
O sargento John Basilone (que ganhara uma Medalha de Honra por bravura durante a Batalha de Guadalcanal, em 1942/43), lutando com o 27º Regimento de Fuzileiros, foi morto enquanto se movia entre posições inimigas e amigas, liderando um esquadrão de metralhadoras. Já o cabo Tony Stein, um ex fabricante de ferramentas, pegou uma metralhadora de uma asa de um avião caído e a consertou, utilizando-a para matar incontáveis japoneses em suas casamatas, permitindo ao pessoal de demolição, que o seguia, destruir as posições do inimigo. Eventualmente, ele acabou sendo morto em combate e recebeu uma Medalha de Honra por seus feitos.

### Ação no flanco direito

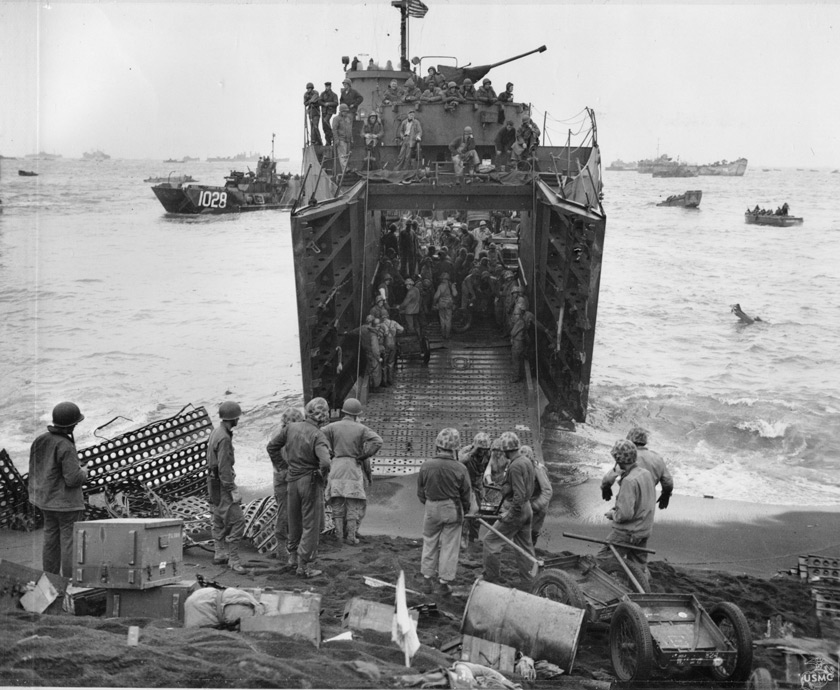
Os fuzileiros americanos desembarcando suprimentos em Iwo Jima (22 de fevereiro de 1945).

O flanco direito da zona de desembarque ainda era dominado por forças japonesas, entrincheiradas numa pedreira. O 25º Regimento de Fuzileiros lançou um ataque em duas frentes para destruir essas posições inimigas. O tenente Benjamin Roselle descreveu assim a situação:
Dentro de um minuto um disparo de morteiro explodiu no meio do nosso grupo ... o pé e o tornozelo dele [um soldado] ficaram pendurados da perna, segurados por uma fita de carne ... Dentro de minutos, um segundo projétil caiu perto dele e despedaçou sua outra perna. Por quase uma hora ele se perguntava onde o próximo disparo cairia. Ele logo descobriria, com um projétil caindo perto dele, o ferindo uma terceira vez no ombro. Quase que ao mesmo tempo, uma outra explosão o jogou para longe ... enquanto ele levantava o braço, veio outro projétil e despedaçou seu pulso e arrancou um pedaço do seu antebraço.
O 3º Batalhão do 25º Regimento de fuzileiros americanos desembarcou 900 homens na manhã do Dia-D. A resistência japonesa na pedreira foi feroz e quando a noite chegou, apenas 150 fuzileiros estavam em condições de lutar, sofrendo 83,3% de baixas (entre mortos e feridos).
Ao anoitecer do primeiro dia, 30 000 fuzileiros haviam desembarcado em Iwo Jima, sendo que ainda havia outros 40 000 esperando nos barcos. Abordo do navio-almirante Eldorado, Holland Smith começou a receber os relatórios que suas tropas estavam sofrendo pesadas perdas e que o progresso feito havia sido bem pouco. Ele acabou confessando para os correspondentes de guerra: "Eu não sei quem é ele, mas este general japonês no comando é um bastardo esperto".

## Combate subsequente

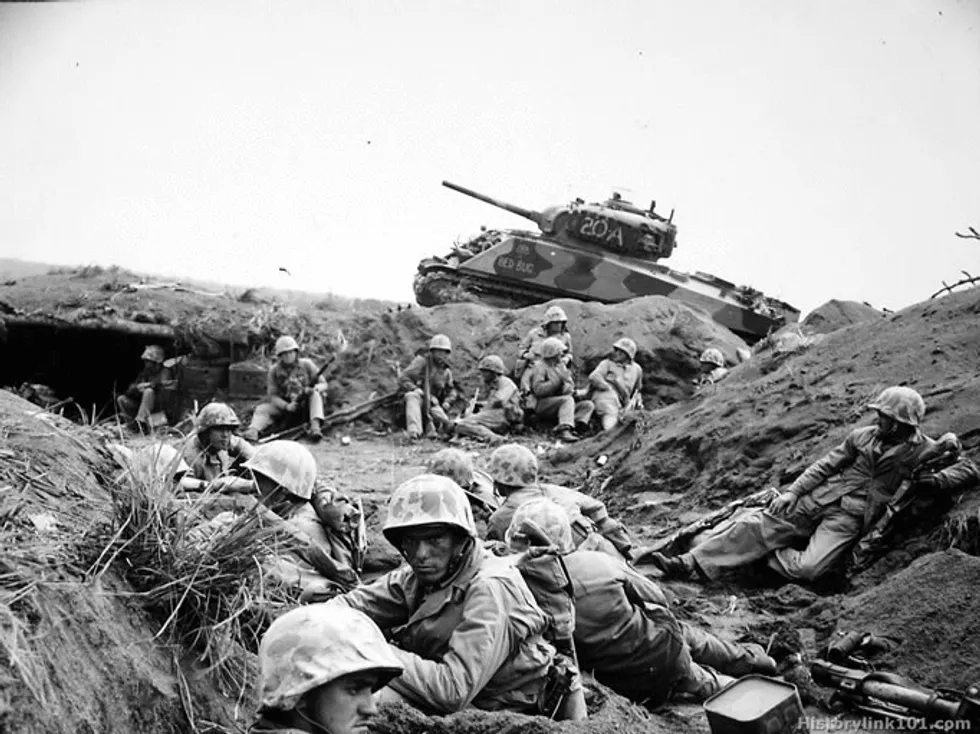
Fuzileiros do 24º Regimento durante a batalha por Iwo Jima.

Os primeiros dias foram um banho de sangue, com ambos os lados sofrendo pesadas baixas. Nessa altura, os americanos esperavam que, ao ver que tinham perdido a costa, os japoneses iriam lançar seu ataque banzai suicida padrão. Essa era a estratégia japonesa recorrente na luta no Pacífico: quando a batalha terrestre parecia decidida, eles lançavam seus ataques em ondas humanas a noite como uma última defesa, como havia acontecido durante a Batalha de Saipan. Nesses ataques, que os fuzileiros americanos já esperavam e estavam preparados, e a maioria dos japoneses eram mortos com certa facilidade e sua força de combate era severamente reduzida. Contudo, o general Kuribayashi havia proibido terminantemente os ataques em "onda humana" pela infantaria japonesa, afirmando que tal tática era 'fútil'.
A luta pelas praias de Iwo Jima foi brutal. Para avançar terra adentro, os americanos tiveram de defrontar casamatas, ninhos de metralhadora e peças de artilharia. Os japoneses se moviam por seus túneis, reocupavam posições abandonadas e emboscavam os fuzileiros americanos. Durante a noite, os japoneses deixavam suas posições, sob cobertura da escuridão, para atacar as trincheiras americanas, mas a marinha estadunidense disparava projéteis especiais que iluminavam grandes distâncias. Em Iwo Jima, soldados japoneses que sabiam falar inglês provocavam os americanos ou tentavam enganá-los para tentar matá-los; eles gritavam "corpsman" (médico) fingindo ser um fuzileiro ferido, para atrair os médicos americanos a se expor.
Os americanos foram percebendo que suas armas pesadas tinham pouco efeito nos defensores japoneses e passaram então a usar lança-chamas e granadas para destruir os japoneses em seus túneis. Uma das inovações tecnológicas introduzidas na batalha foram oito tanques Sherman M4A3R3 armados com lança-chamas, que se provaram bem eficientes para sobrepujar e aniquilar as posições inimigas fortificadas. Os Shermans eram bem resistentes, com os defensores os enfrentando apenas em campo aberto, onde acabavam exposto ao fogo de armas menores americanas.
Apoio aéreo aproximado era, inicialmente, fornecido por aeronaves saídas de pequenos porta-aviões próximos da costa. A partir de 6 de março, quando o campo aéreo da ilha foi tomado, o 15º Grupo Aéreo, voando P-51 Mustangs, passou a fornecer o apoio pelo ar. A artilharia naval, por sua vez, continuava, dia e noite, sem parar. Codificadores navajos eram uma parte crucial da infraestrutura de comunicação da infantaria americana, utilizando walkie-talkies e rádios de mochila SCR-610.
Enquanto a situação de suprimentos dos Aliados era extremamente confortável, as tropas japonesas começaram a sofrer. Conforme a batalha ia indo adiante, a falta de mantimentos dos japoneses ia piorando, com pouca comida, água e munição disponíveis. Os fuzileiros americanos então começaram a enfrentar ataques banzai noturnos mais frequentes e mais frenéticos; os americanos, quase todas as vezes, não tinham dificuldades em repeli-los, usando seu poder de fogo superior, como metralhadoras e artilharia. Os japoneses iam se infiltrando de forma mais tática, chegando perto das posições americanas antes de se revelar. Isso levou a vários combates corpo a corpo entre as forças antagonistas. Em meados de março, após quase um mês de batalha, as zonas de desembarque estavam quase completamente seguras. Assim, os Aliados foram desembarcando mais tropas e equipamentos para ir terra adentro, primeiro tomando o Monte Suribachi e depois prosseguindo com os avanços ao norte, capturando o campo aéreo e depois o restante da ilha. A maioria da guarnição japonesa acabou lutando até a morte.

## A bandeira americana é hasteada em Monte Suribachi

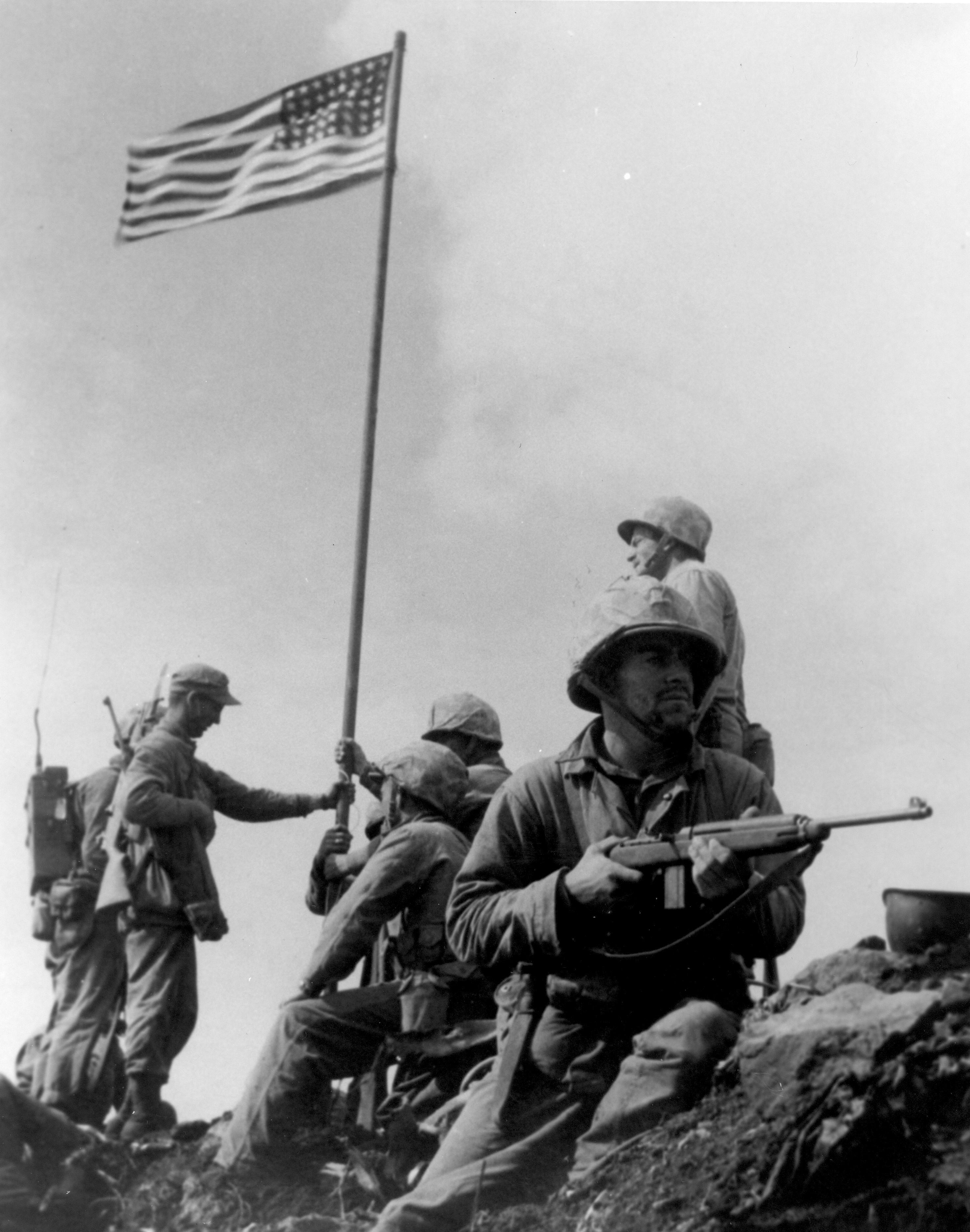
A primeira bandeira dos Estados Unidos erguida no topo do Monte Suribachi.

"Raising the Flag on Iwo Jima" é uma fotografia em preto e branco tirada por Joe Rosenthal, mostrando seis fuzileiros navais americanos da Companhia E, do 2º Batalhão do 28º Regimento, hasteando a bandeira dos Estados Unidos sobre o Monte Suribachi em 23 de fevereiro de 1945, a segunda vez que a bandeira americana foi erguida naquele dia. A fotografia foi extremamente popular e explorada para fins de propaganda de guerra, sendo publicada milhares de vezes. A foto ganhou o Prêmio Pulitzer e é considerada uma das fotos mais significativas da guerra, e uma das mais reproduzidas de todos os tempos. Em 1954, a fotografia foi usada como base para construção da estátua no monumento de guerra do Corpo de Fuzileiros americanos (Iwo Jima Memorial), localizado no Cemitério Nacional de Arlington, Virgínia. Dos seis fuzileiros que hastearam a bandeira, três morreram em combate durante a batalha (o sargento Michael Strank, o cabo Harlon Block e o praça Franklin Sousley).

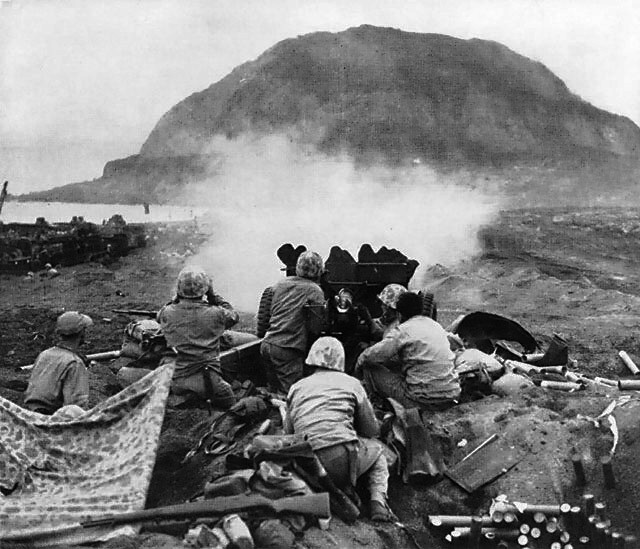
Um canhão americano disparando contra posições japonesas no Monte Suribachi.

Na manhã de 23 de fevereiro (após quatro dias de combate), o Monte Suribachi foi efetivamente isolado do restante da ilha. Os fuzileiros americanos, naquela altura, sabiam que os japoneses tinham na montanha um elaborado sistema de defesas subterrâneas e que, por debaixo da terra vulcânica, via túneis, os defensores japoneses no sul ainda estavam conectados com o restante da guarnição. Era esperado uma luta feroz pelo monte. Duas patrulhas de fuzileiros foram enviadas para explorar a faceta norte do monte. Embora muitos acreditem (alimentados pela imprensa americana) que os soldados estadunidenses tiveram que lutar por cada centímetro até o topo do monte, na verdade a resistência foi abaixo da esperada. Isso aconteceu porque os japoneses preferiam ficar em seus túneis, se movendo por eles para tentar emboscar os americanos quando podiam (sofrendo pesadas baixas no processo). Apenas uma patrulha encontrou resistência quando chegou no topo do Monte Suribachi. O coronel Chandler Johnson, comandante do 2º Batalhão do 28º Regimento de fuzileiros, mandou reforços da Companhia E para escalar o Suribachi e ocupar o cume. O Comandante da patrulha, o tenente Harold Schrier, recebeu a bandeira (americana) do batalhão e a hasteou no topo do monte Suribachi. Houve pouca resistência do inimigo e a bandeira foi erguida em canos de água deixados para trás pelos japoneses. O gesto, apesar de simbólico, foi significativo, pois foi a primeira bandeira estrangeira erguida em solo japonês durante a guerra. Um fotógrafo, Louis R. Lowery, tirou uma foto, que só foi revelada em 1947. A foto histórica de Joe Rosenthal foi, na verdade, tirada horas mais tarde, quando uma bandeira mais definitiva chegou no cume, levando a crença incorreta de que a foto de Rosenthal representava o hasteamento original da bandeira.
A bandeira americana permaneceu no topo do Monte Suribachi até 14 de março, quando os americanos ergueram sua bandeira no Ponto Kitano, no extremo norte da ilha, sob ordens do comandante general Holland Smith.

## Norte de Iwo Jima

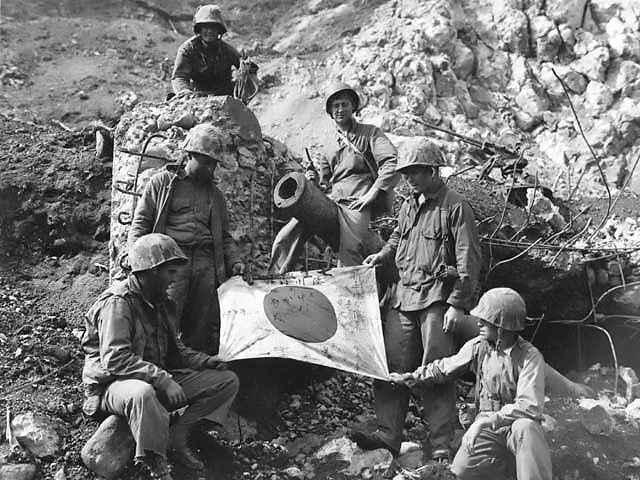
Fuzileiros americanos em cima de uma casamata segurando uma bandeira japonesa capturada.

Apesar de ter perdido o Monte Suribachi ao sul, os japoneses ainda possuíam fortes posições defensivas na região norte. O terreno rochoso devastado favorecia a defesa, tornando o norte um desafio muito maior que Suribachi. As fortificações construídas sob ordens do general Kuribayashi eram mais elaboradas e resistentes no norte do que em qualquer outro lugar de Iwo Jima. Os japoneses ainda tinham o equivalente a oito batalhões de infantaria, um regimento de tanques, dois batalhões de artilharia e três batalhões de morteiros. Havia também 5 000 artilheiros e homens da infantaria naval. A tarefa mais árdua deixada para os fuzileiros americanos foi atravessar o planalto de Motoyama com sua distintiva Colina 382 e a área plana conhecida como "anfiteatro". Devido ao brutal e sangrento combate que se seguiu por lá, essa região acabou ficando conhecida como "moedor de carne" ("meatgrinder"). Enquanto o avanço no flanco direito era difícil e sangrento, o flanco esquerdo de Motoyama foi ligeiramente mais fácil, embora a tomada da Colina 362 se mostraria um dos combates mais violentos da operação. Naquele ponto, o objetivo dos fuzileiros americanos era tomar o campo aéreo Nº 2, localizado no centro da ilha. Contudo, a luta foi feroz. Os japoneses, com ordens de lutar até a morte, não cediam com facilidade. Tanques e outros veículos eram destruídos, pela artilharia e por minas-terrestres, obstruindo o caminho, enquanto o terreno ruim não ajudava. Posições de metralhadoras em casamatas e bunkers abriram fogo contra os americanos que avançavam, infligindo neles pesadas baixas. Segundo relatórios, unidades inteiras foram dizimadas e os reforços convocados sofreram igualmente grandes perdas. Como resultado, a luta pelo "moedor de carne", no centro, foi demasiada sangrenta, com o combate se arrastando e as baixas americanas se acumulando. Mesmo quando os fuzileiros avançavam e tomavam um objetivo, posições na retaguarda eram reocupadas pelos japoneses, através dos seus túneis, e assim eles podiam atacar os americanos por trás.

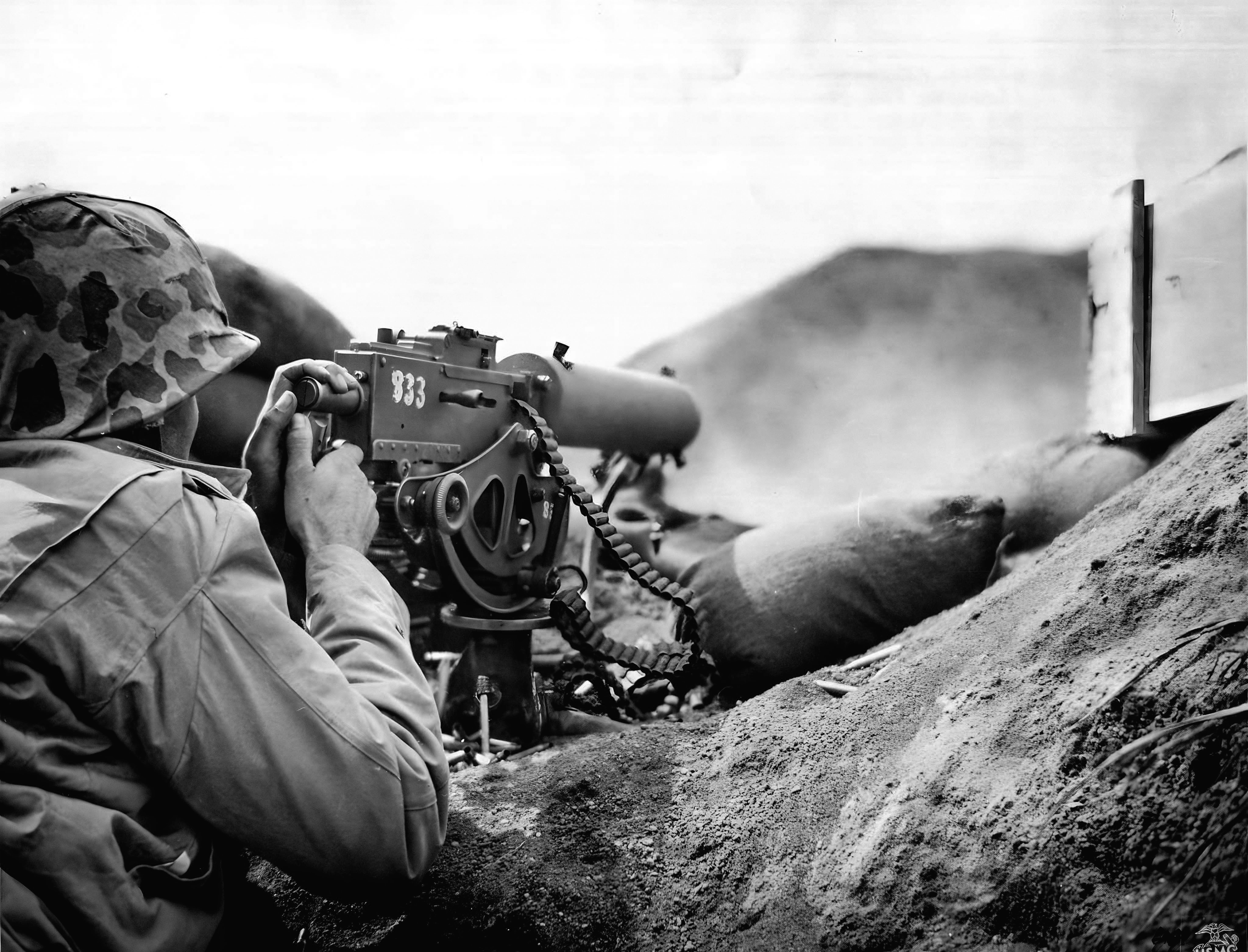
Um soldado americano disparando sua metralhadora Browning M1917 contra posições japonesas.

O avanço em direção ao norte foi lento e sangrento, mas os fuzileiros americanos, apesar de todos os contratempos, conseguiam ir capturando seus objetivos. Durante os bombardeios antes dos ataques, os japoneses se escondiam, se revelando apenas quando os americanos se aproximavam e então abriam fogo violentamente. Tentando se adaptar a isso, o general Graves B. Erskine ordenou que os soldados do 9º Regimento de fuzileiros atacassem a noite, sem apoio prévio de artilharia de barragem. Essa mudança acabou permitindo aos americanos avançar mais rápido. Assim, após cruéis combates, a Colina 362 foi tomada. A colina, contudo, era mais importante, estrategicamente, para os japoneses do que para os americanos e então um grande contra-ataque aconteceu. Embora Kuribayashi tivesse proibido investidas banzai suicidas, o comandante japonês da região decidiu lançar um ataque frontal em onda humana, com o objetivo de eventualmente retomar o Monte Suribachi. Na noite de 8 de março, o capitão Samaji Inouye e cerca de 1 000 homens atacaram as linhas americanas, matando 90 militares estadunidenses e ferindo outros 257. Os fuzileiros americanos, por outro lado, mataram pelo menos 784 japoneses. No dia seguinte, elementos da 3ª Divisão de fuzileiros chegaram na costa norte da ilha, dividindo em duas as defesas de Kuribayashi. Houve poucos incidentes com aviões kamikazes antes e durante a batalha. Um deles, o único de fato registrado oficialmente, em 21 de fevereiro, afundou o porta-aviões de escolta USS Bismarck Sea, danificou severamente o USS Saratoga e avariou levemente o USS Lunga Point, um navio menor de desembarque e um transportador.
Após a tomada do planalto de Motoyama e da Colina 362 e a pacificação das regiões ao redor, Iwo Jima foi declarada segura as 18h00 de 16 de março de 1945 (após 25 dias de batalha). Contudo, os combates prosseguiam. A 5ª Divisão de fuzileiros enfrentou a fortaleza do general Kuribayashi num desfiladeiro de 640 metros de largura, na região noroeste da ilha. A 25 de março, os fuzileiros destruíram o posto de comando japonês no desfiladeiro com quatro toneladas de explosivos, enquanto outras tropas fechavam as entradas das cavernas restantes do norte, prendendo seus defensores dentro dela. Naquela altura, a situação dos japoneses era desesperadora e já não havia mais comida ou água e a munição estava perto do fim também. Então, quando a noite de 25 de março caiu, um grupo de 300 soldados japoneses lançaram um contra-ataque final contra as instalações americanas recém-construídas no Campo Aéreo Nº 2. O objetivo era matar pilotos americanos, engenheiros navais e fuzileiros (do 28º Regimento), enquanto estes dormiam. Após 90 minutos, a pequena ofensiva japonesa foi oficialmente detida e os atacantes massacrados. Nessa luta, dois afro-americanos, da 36ª Companhia de suprimentos, receberam medalhas Estrela de Bronze por distinção. O tenente Harry Martin, do 5º Batalhão, foi o último fuzileiro a receber uma Medalha de Honra durante a batalha. O nome do homem que liderou este último ataque japonês ainda é controverso. Segundo alguns veteranos de guerra japoneses, foi o próprio general Tadamichi Kuribayashi que encabeçou a investida, que fora um ataque silencioso, sem gritos de banzai, como o general preferiria. Se isso for verdade, Kuribayashi teria sido o oficial mais graduado do exército japonês a pessoalmente comandar um ataque durante a Segunda Guerra Mundial. Também, isso faria com que Kuribayashi se diferenciasse de outros comandantes japoneses, que preferiam se suicidar a perecer nos ataques banzais finais, como havia acontecido nas batalhas em Saipan e Okinawa. A ilha foi oficialmente declarada segura as 09h00 de 26 de março.

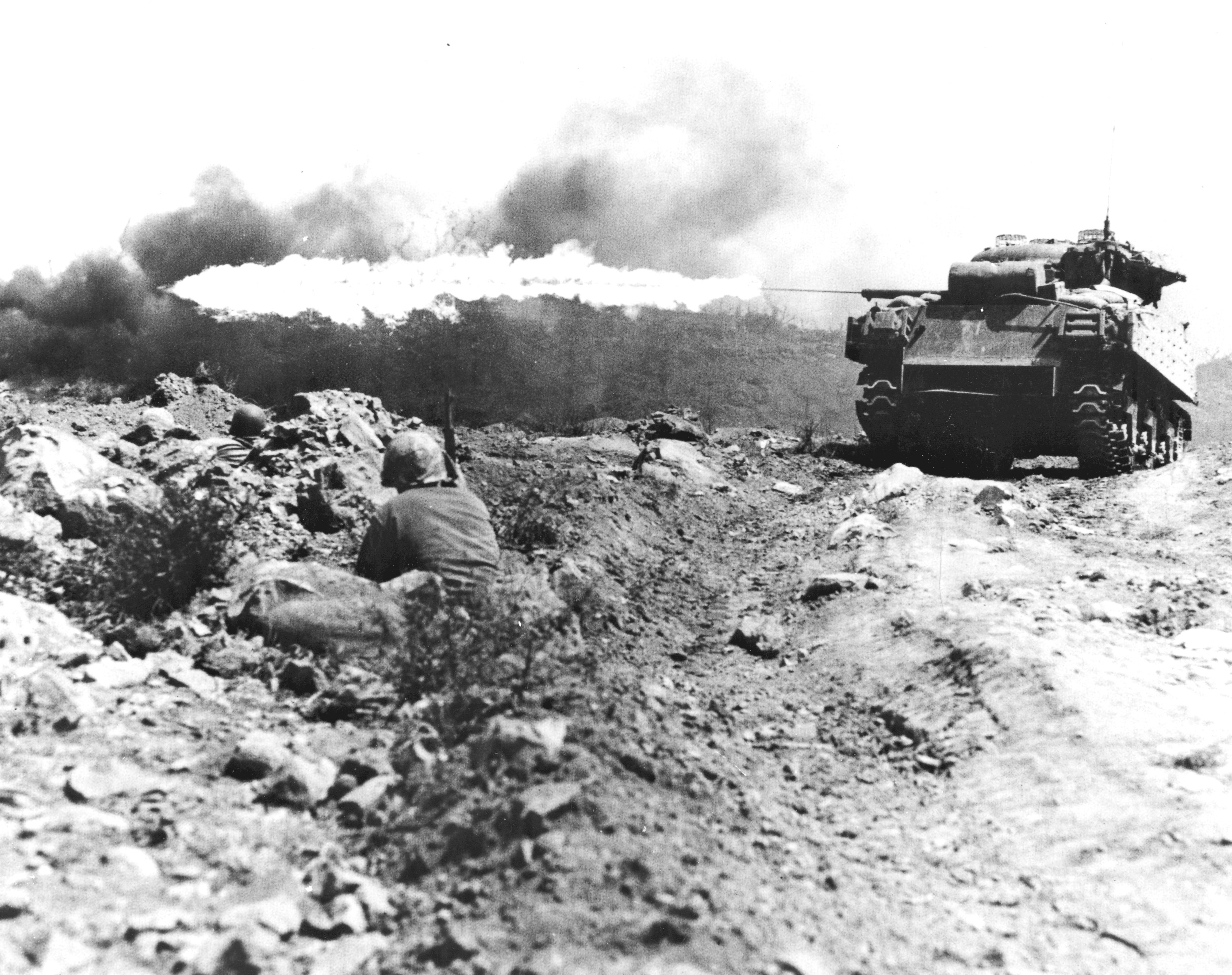
Um tanque americano M4A3 Sherman utilizando seu lança-chamas contra bunkers japoneses, em março de 1945.

Uma vez que a ilha foi declarada segura pela liderança militar americana, o 147º Regimento de infantaria do exército americano passou a ser a guarnição em Iwo Jima, mas eles logo se viram tendo que lutar contra centenas de defensores japoneses, ainda escondidos nos incontáveis túneis e cavernas por Iwo Jima, lutando de forma de guerrilha para aterrorizar os americanos. Os japoneses continuaram a importunar os americanos por pelo menos mais três meses, até que os militares estadunidenses foram destruindo suas cavernas, utilizando lança-chamas, granadas e cargas explosivas, matando mais 1 602 japoneses até o final da guerra.

## Consequências

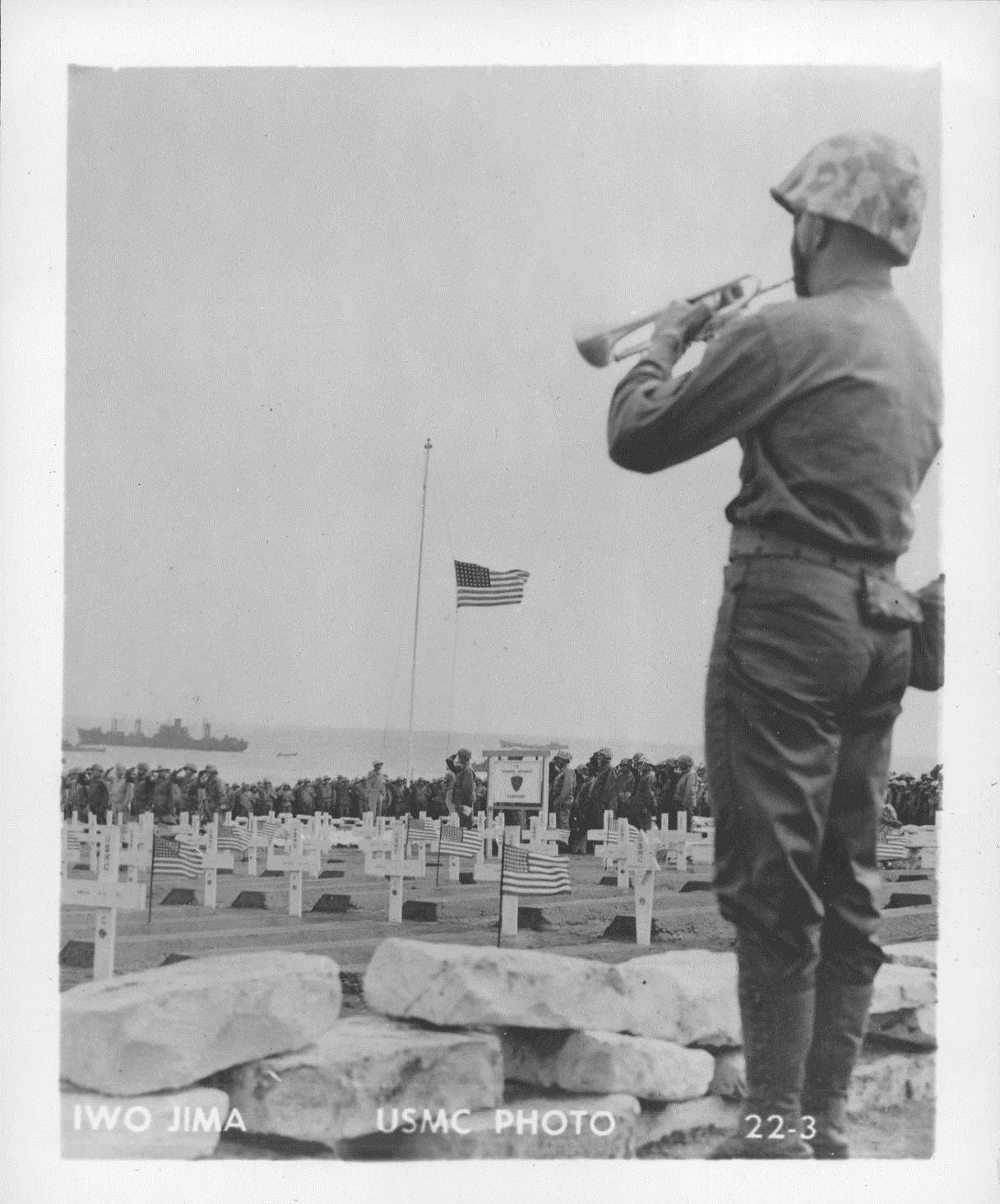
Cemitério de americanos mortos em Iwo Jima, em 1945.

Dos 20 530 a 21 060 soldados japoneses entrincheirados na ilha, entre 17 845 e 18 375 morreram (a maioria lutando, embora alguns sejam por suicídio). Apenas 216 foram capturados durante a batalha. No momento em que a batalha havia sido declarada terminada pelos americanos, era estimado que havia cerca de 300 japoneses ainda em Iwo Jima, escondidos nos túneis e cavernas. Na verdade, havia pelo menos 3 000 deles escondidos. O código de honra do guerreiro (o bushido), junto com a propaganda do governo japonês de que os soldados americanos eram "animais cruéis", impedia a rendição. Aqueles que não podiam cometer suicídio se esconderam nas cavernas durante o dia e a noite saíam para buscar provisões. Alguns eventualmente se renderam e ficaram surpresos ao receberam tratamento generoso por parte dos militares americanos, que lhes davam água, cigarros, comida e café. Os últimos soldados japoneses a se render em Iwo Jima foram dois homens do tenente Toshihiko Ohno, Yamakage Kufuku e Matsudo Linsoki, que se renderam apenas em 6 de janeiro de 1949.
Apesar de vitoriosos, os americanos pagaram um alto preço pela conquista de Iwo Jima. De acordo com dados oficiais da Biblioteca da Marinha, "os 36 dias de batalha (em Iwo Jima) resultaram em 26 000 baixas americanas, incluindo 6 800 mortos e quase 20 000 feridos". Em comparação, a Batalha de Okinawa, que durou 82 dias, de abril até junho de 1945 (envolvendo cinco divisões do exército americano e duas do Corpo de Fuzileiros), resultou em 62 000 baixas americanas, incluindo 12 000 homens mortos ou desaparecidos.
Iwo Jima também foi a única batalha na Guerra do Pacífico (a partir de 1942) em que o número de baixas americanas (total de mortos e feridos) foi superior ao dos japoneses, embora o número total de japoneses mortos tenha sido três vezes maior que a dos americanos. Dois fuzileiros estadunidenses foram capturados durante a batalha e morreram no cativeiro. O porta-aviões USS Bismarck Sea também foi perdido, o último navio do seu tipo afundado durante a Segunda Guerra Mundial. Como todos os civis haviam sido evacuados, não houve baixas não militares em Iwo Jima, diferente de Saipan e Okinawa.
Iwo Jima permaneceu ocupada por militares americanos até 1968, quando os Estados Unidos formalmente devolveram a ilha ao governo do Japão.

## Armamentos

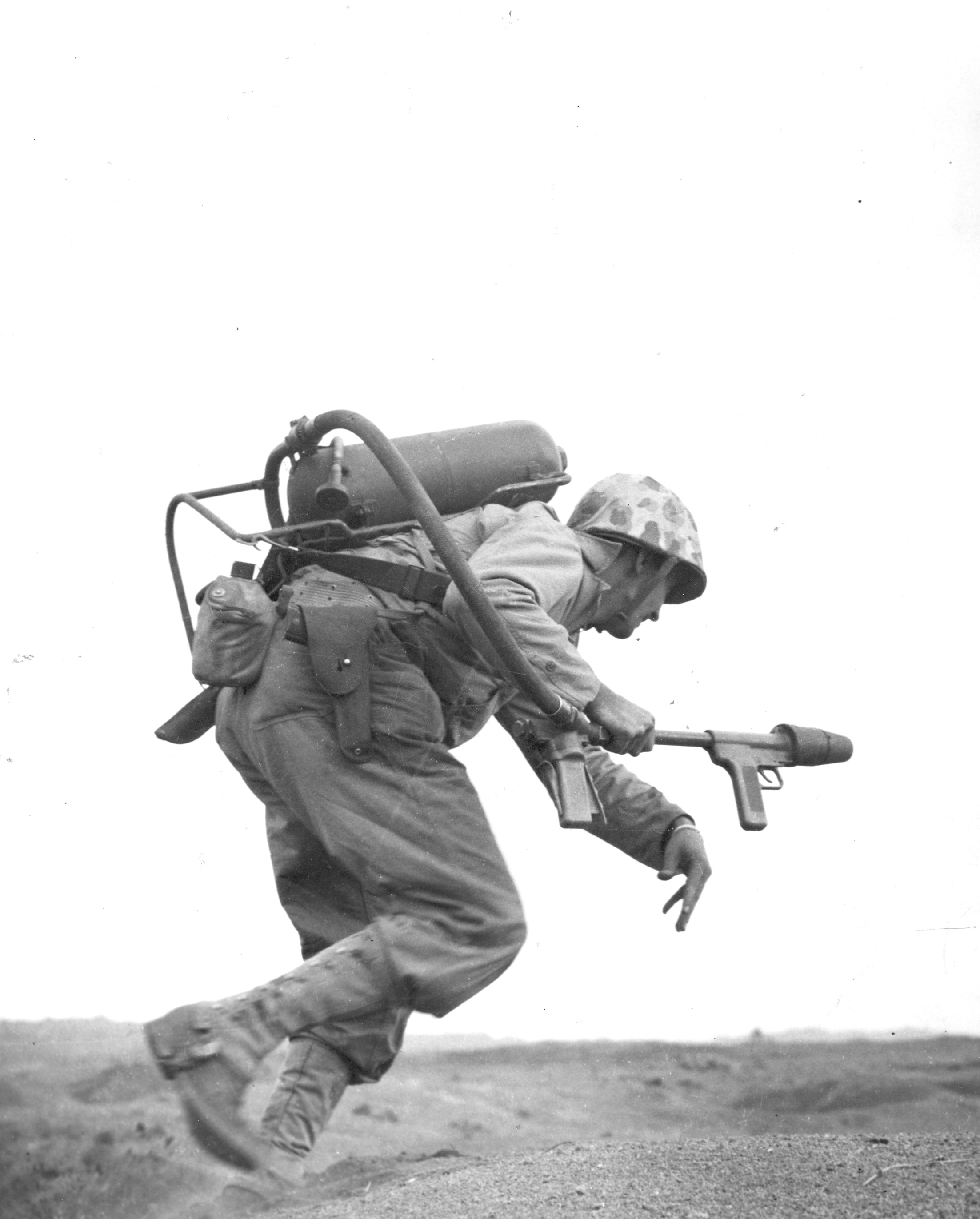
Um soldado americano da Companhia E, 2º Batalhão de fuzileiros, armado com uma lança-chamas, correndo para a cobertura durante a luta.

O Lança-chamas M2 foi extensamente utilizado pelas forças americanas no Pacífico. Ele tinha dois tanques de combustível e gás comprimido, que produzia um líquido inflamável. Esses lança-chamas eram usados para matar os japoneses dentro dos seus bunkers, prédios e cavernas. Um batalhão utilizaria um lança-chamas por pelotão e um reserva por grupo. Os operadores de lança-chamas corriam mais risco do que soldados normais já que sua arma exigia combate a curta distância e a visibilidade do equipamento no campo de batalha os tornavam alvos fáceis e salientes para os atiradores japoneses. Ainda assim, eles eram fundamentais para combater o inimigo e um comandante de batalhão disse que o lança-chamas foi "a melhor arma da operação".
Os fuzileiros, mais tarde, começaram a instalar seus lança-chamas nos tanques de guerra para usar durante a batalha. Sua eficiência foi limitada devido ao terreno difícil de Iwo Jima. Um tanque lança-chamas tinha alcance de 90 metros, carregando 300 galões de combustível que o permitia disparar por 150 segundos.

## Importância estratégica

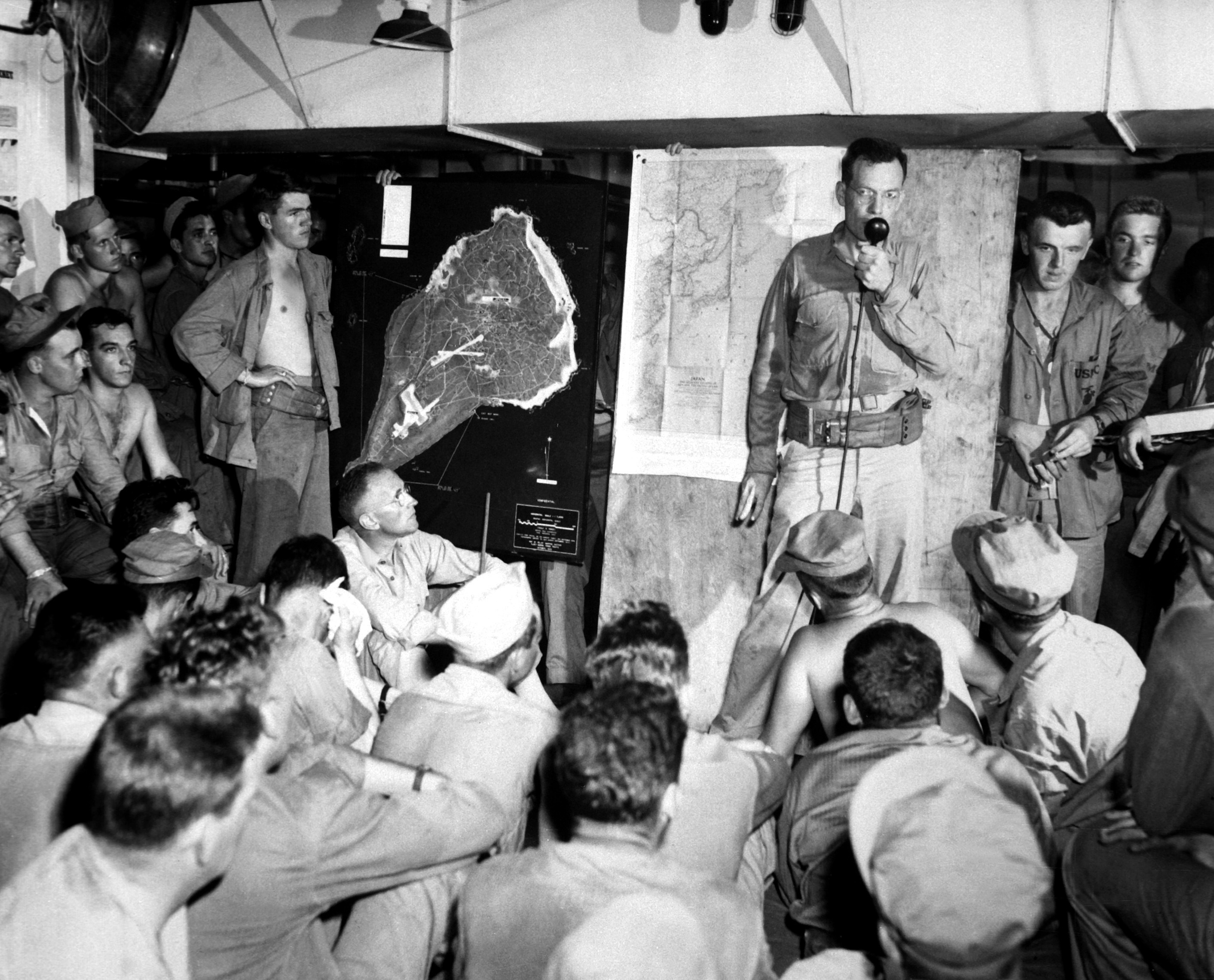
O tenente Wade discutindo a importância do alvo numa reunião pré-invasão.

Em retrospectiva, dado o alto número de baixas, a necessidade e a significância de longo prazo da captura da ilha para o resultado da guerra ainda é controverso. Os fuzileiros americanos, que foram responsáveis pela maioria dos combates e sofreram mais perdas, não foram consultados na formulação da estratégia da operação. No começo da abril de 1945, o ex Chefe de Operações Navais, William V. Pratt, afirmou para a revista Newsweek que considerando "o custo em pessoal para conquistar aquela pequena ilha, esquecida por Deus, inútil para o exército como base de operações e para a marinha como base naval ... deve-se perguntar se não valeria a pena conquistar outra região para base a um custo menor".
As lições aprendidas pelos americanos em Iwo Jima serviram de guia para a Batalha de Okinawa e para a planejada invasão das ilhas principais do Japão. Por exemplo, devido as baixas sofridas no primeiro dia em Iwo Jima, foi decidido fazer bombardeios preparatórios mais pesados antes dos desembarques. Também, no planejamento para a invasão ao Japão, foi levado em conta que as baixas sofridas em Iwo Jima contabilizaram um-terço da força de invasão.

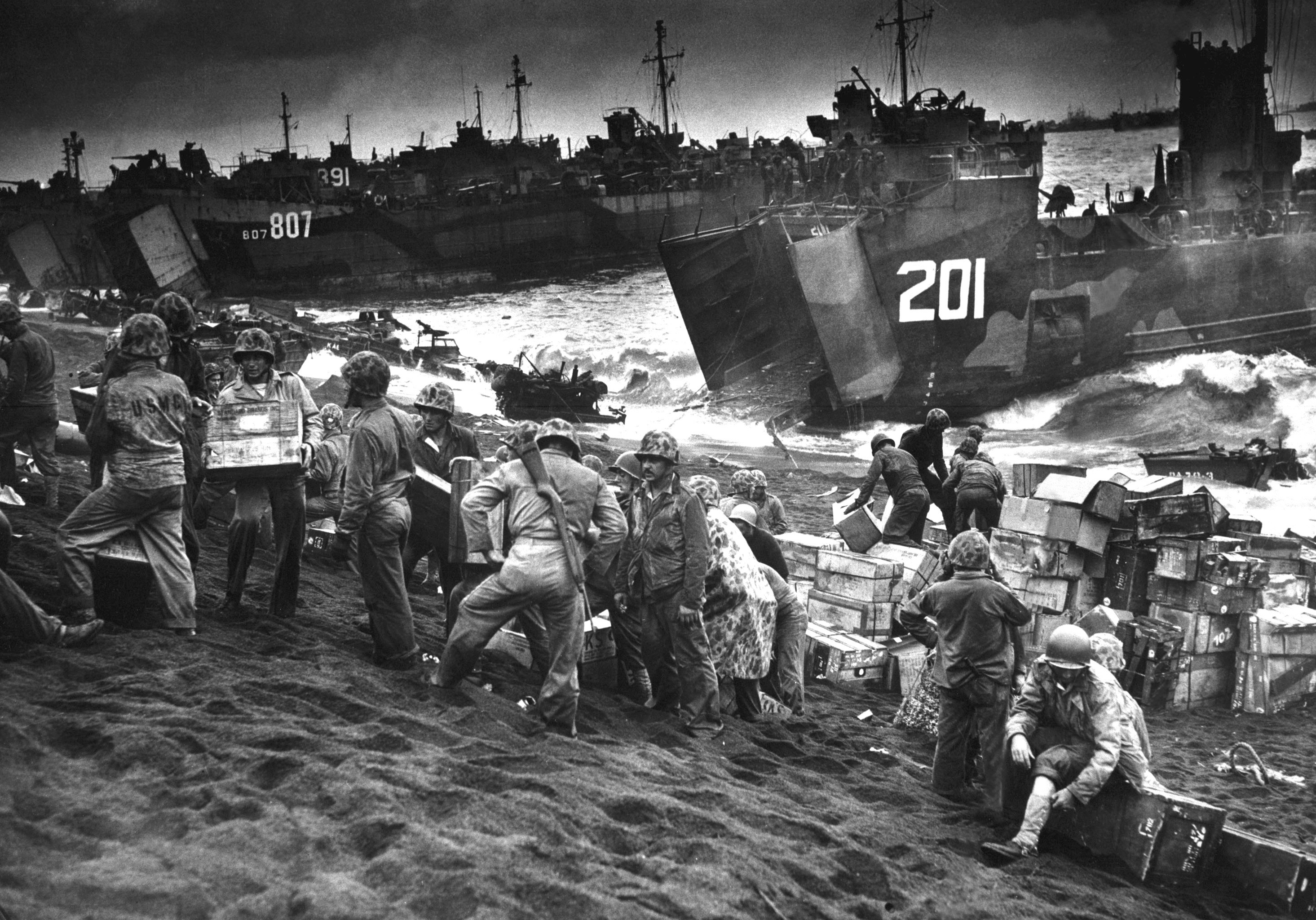
Suprimentos dos Aliados sendo desembarcados em Iwo Jima.

A justificativa para a importância estratégica de Iwo Jima para o esforço de guerra dos Estados Unidos era que a ilha serviria como base para pouso e reabastecimento para caças de escolta de longo alcance. Estas escoltas, contudo, se provaram impraticáveis e desnecessárias, e apenas dez missões deste tipo partiram de Iwo Jima.
Caças japoneses baseados em Iwo Jima as vezes atacavam aviões da Forças Aéreas do Exército dos Estados Unidos, que eram vulneráveis enquanto voavam a caminho do Japão. Porém, apesar destes interceptadores voarem a partir de Iwo Jima, o impacto deles na campanha de bombardeio americano sobre o território japonês era marginal; nos três meses que precederam a invasão, apenas onze B-29s foram perdidos assim. Tão pouco era o risco imposto pelos aviões inimigos em Iwo Jima, que os aviões americanos nem contornavam a ilha quando voavam.

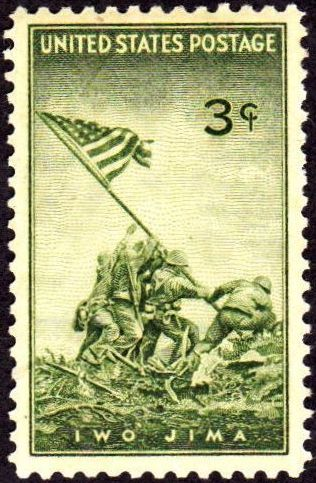
Um selo americano, de 1945, comemorando a vitória em Iwo Jima.

Os japoneses em Iwo Jima tinham um radar e assim eram capazes de alertar de antemão o Quartel-general japonês em casa de que aeronaves B-29 Superfortress, partidas das Ilhas Marianas, estavam indo para o país para bombardear. Contudo, a conquista de Iwo Jima não interferiu no sistema de radar e detecção dos japoneses e sua habilidade de antecipar os bombardeios, que continuaram a interceptar os B-29s a partir da ilha de Rota (que nunca foi invadida).
Após a conquista de Iwo Jima, a ilha foi usada como base para alguns aeronaves Aliadas que tiveram falhas mecânicas, foram avarias ou tiveram outros problemas. Ao todo, 2 251 bombardeiros B-29 pousaram na ilha até o fim da guerra. É reportado que 1 191 caças de escolta e 3 081 surtidas aéreas partiram de Iwo Jima para o Japão.
Algumas tripulações de B-29 abatidos foram salvas por aeronaves e navios que operavam a partir de Iwo Jima, mas a ilha foi uma de muitas utilizadas para este propósito. Já para a importância da ilha como base de pouso e reabastecimento de aviões bombardeiros, o capitão Robert Burrell, um instrutor da Academia Naval dos Estados Unidos na época, sugeriu que apenas uma pequena proporção dos 2 251 pousos na ilha foram causados realmente por problemas, com a maioria sendo apenas pequenos contratempos pontuais, treinamento ou reabastecimento, tendo quase nenhum impacto no andamento da guerra aérea contra o Japão.
No trabalho The Ghosts of Iwo Jima ("Os Fantasmas de Iwo Jima"), a Universidade do Texas diz que as perdas sofridas em Iwo Jima não só formaram as bases para a "reverência ao Corpo de Fuzileiros americanos" que não só incorporou o "Espirito Nacional Americano" mas garantiu a "sobrevivência institucional" do Corpo de Fuzileiros.

## Legado
O Memorial de Guerra do Corpo de Fuzileiros americanos foi inaugurado em 10 de novembro de 1954.
A marinha dos Estados Unidos comissionou dois navios com o nome USS Iwo Jima: o (LPH-2) e o (LHD-7).
Em 19 de fevereiro de 1985, o 40º aniversário do desembarque em Iwo Jima, um evento chamado de "Reunião de Honra", foi realizado (o evento tem se repetido anualmente desde 2002). Veteranos dos dois lados participaram. O local do encontro foi a praia onde os americanos desembarcaram suas primeiras tropas.
A importância da batalha para os fuzileiros americanos (os Marines) é imensa. Até hoje, peregrinações de veteranos e entusiastas são feitas anualmente ao monte Suribachi, onde a bandeira dos Estados Unidos foi erguida em 23 de fevereiro de 1945. Fuzileiros que visitam o local deixam dog tags (plaquetas de identificação), insígnias e outros símbolos no monumento como homenagem. O "Dia de Iwo Jima" é observado anualmente em 19 de fevereiro na Commonwealth de Massachusetts, com uma cerimônia na Câmara estadual.
O governo japonês continua a realizar pesquisas na ilha e procurar restos mortais de militares do país mortos durante a batalha.

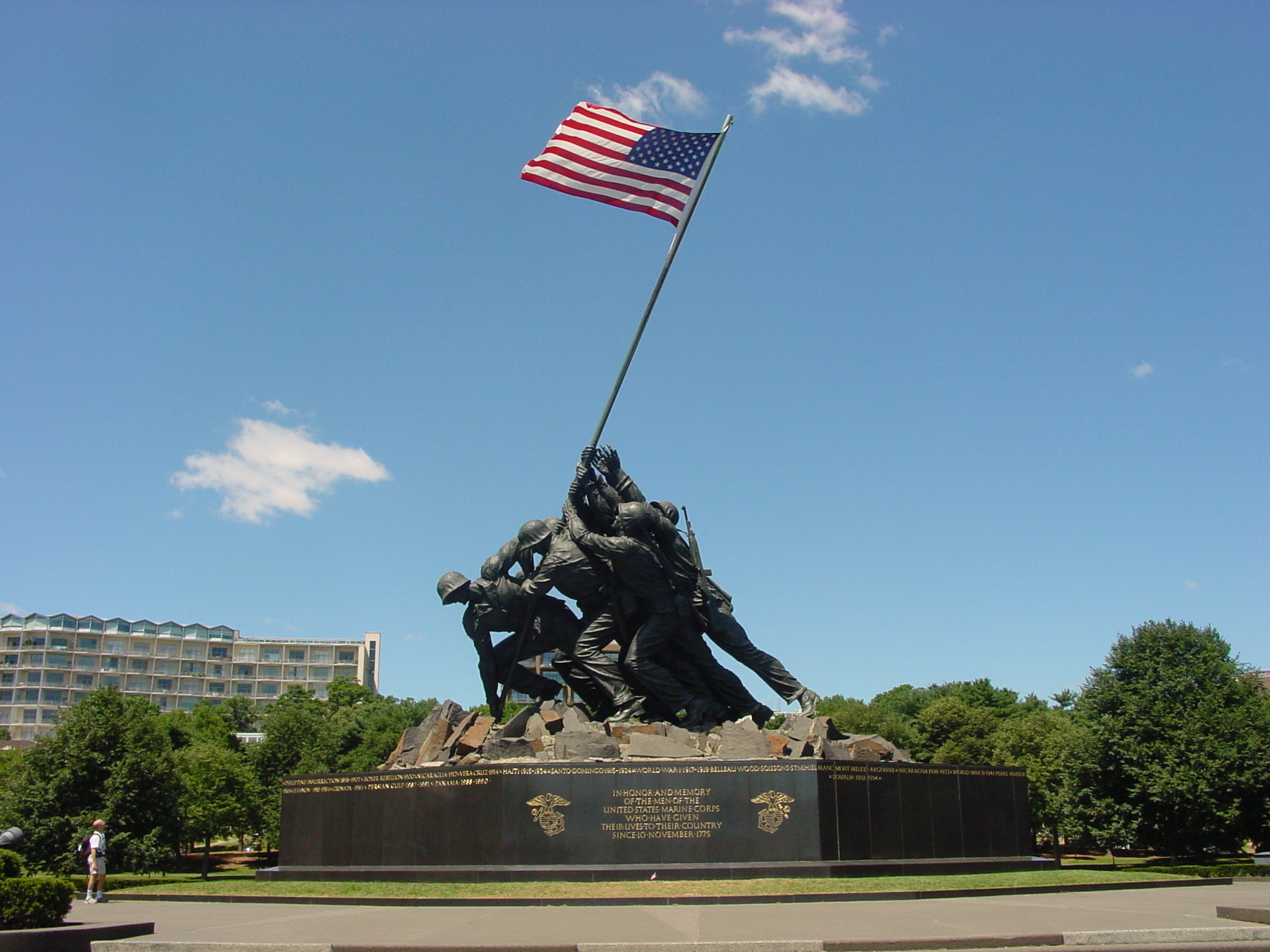
O memorial dos fuzileiros dos Estados Unidos, em Arlington, Virgínia.
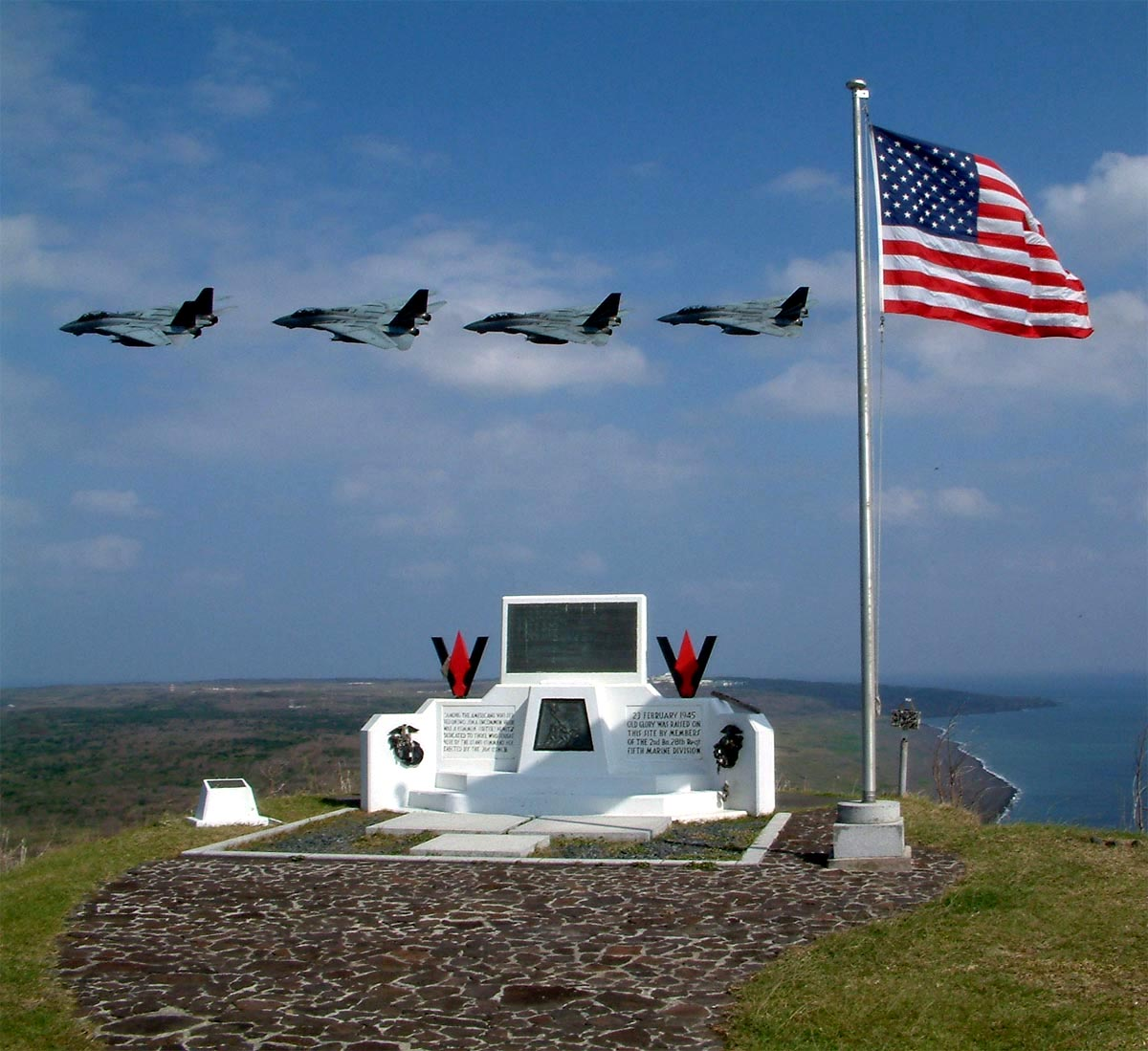
Um memorial no topo do monte Suribachi.
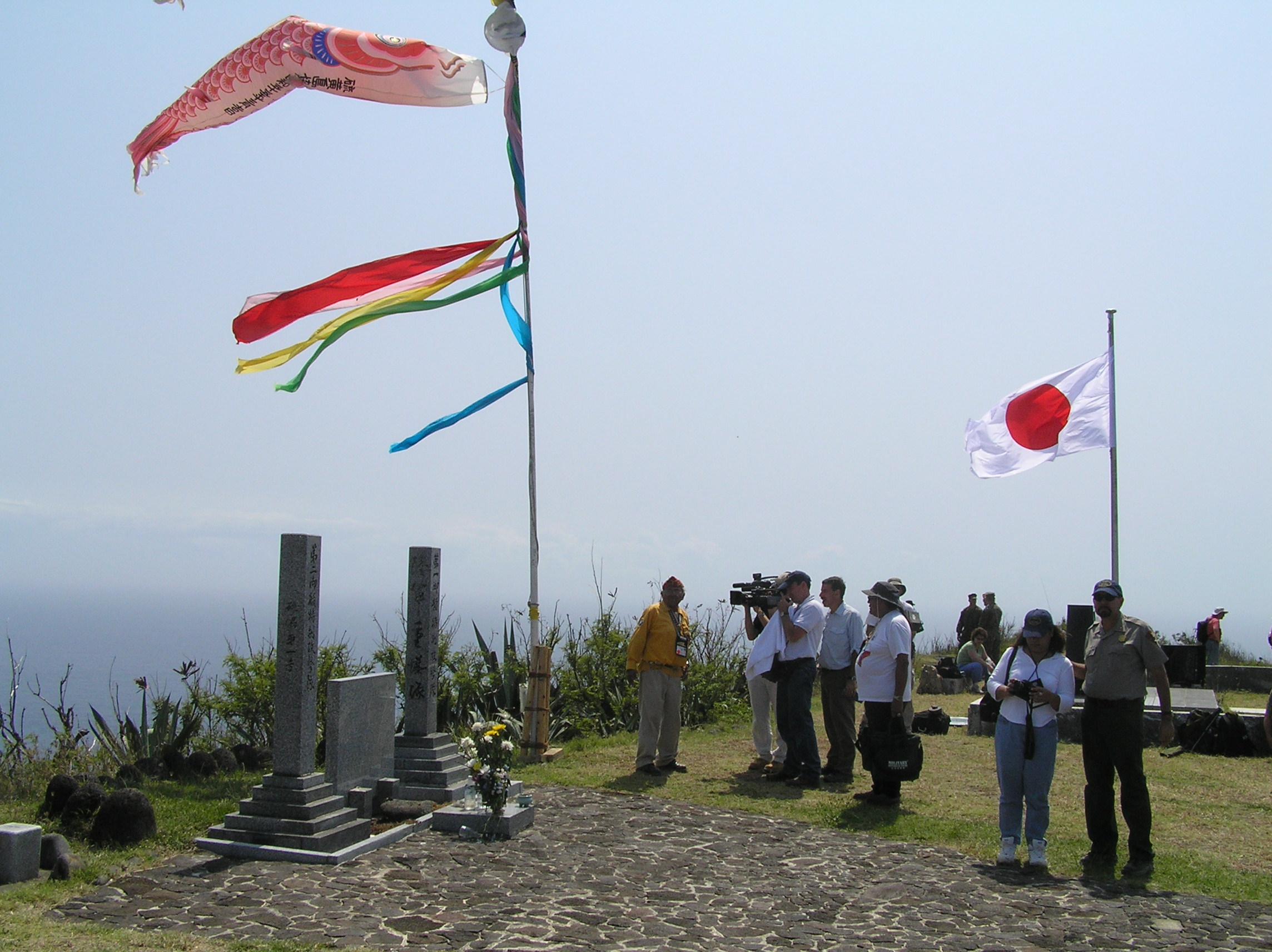
60ª reunião de veteranos na parte japonesa do memorial na ilha.

Em 2021, a atividade sísmica do vulcão Fukutoku-Okanoba produziu uma pequena ilha em forma de lua crescente do fundo do mar que fez com que 24 navios afundados na batalha fossem levados à costa no lado oeste da ilha de Iwo Jima.

## Dramatização
- To the Shores of Iwo Jima, 1945, um documentário americano produzido pela marinha dos Estados Unidos, Corpo da Marinha e a Guarda Costeira.
- Sands of Iwo Jima, 1949, um filme estadunidense com, no papel principal, John Wayne.
- A Conquista da Honra e Cartas de Iwo Jima, de 2006, conta a história sob cada um a óptica de um dos lados da batalha, dirigido por Clint Eastwood.
- The Pacific, 2010, no final do oitavo episódio da série, mostra o primeiro dia da batalha por Iwo Jima, sob a perspectiva do sargento John Basilone.

### Online
- Alexander, Joseph H. (1994). Closing In: Marines in the Seizure of Iwo Jima. Col: Marines in World War II Commemorative Series. Washington, D.C.: History and Museums Division, Headquarters, United States Marine Corps. OCLC 32194668
- Bartley, Whitman S. (1954). Iwo Jima: Amphibious Epic. Col: Marines in World War II Historical Monograph. Washington, D.C.: Historical, Division of Public Information, Headquarters, United States Marine Corps. OCLC 28592680
- Garand, George W.; Truman R. Strobridge (1971). «Part VI: Iwo Jima». Western Pacific Operations. Col: Volume IV of History of U.S. Marine Corps Operations in World War II. [S.l.]: Historical Branch, United States Marine Corps. ISBN 0-89839-198-9
- Dyer, George Carroll (1956). «The Amphibians Came to Conquer:  The Story of Admiral Richmond Kelly Turner». United States Government Printing Office. Consultado em 20 de dezembro de 2017. Cópia arquivada em 21 de maio de 2011
- «Animated Map History of The Battle of Iwo Jima (including Medal of Honor citations)». HistoryAnimated.com
- «The Battle for Iwo Jima (color combat footage)». SonicBomb.com
- Brady, John H. «Iwo Jima». Iwo Jima, Inc.
- «Battle of Iwo Jima». WW2DB.com Site contains 250 photographs.
- Williams, Greg. «Dimensions of Valor». Tampa Tribune. TBO.com. Arquivado do original (Flash) em 20 de dezembro de 2017
- «Iwo Jima: Forgotten Valor». Primary Source Adventures. Portal to Texas History, University of North Texas
- Dawson, Rick (2007). «The Battle of Iwo Jima». ArticleMyriad.com. Arquivado do original em 26 de fevereiro de 2007
- «Iwo Jima Combat Footage in Color». WW2incolor.com
- Lemer, Jeremy (15 de fevereiro de 2005). «Remembering the Battle of Iwo Jima». Columbia News Service. Consultado em 6 de outubro de 2006. Cópia arquivada em 8 de setembro de 2006
- «Operations map of Iwo Jima» (JPG). 23 de outubro de 1944
- «Collection of military maps of Iwo Jima». Historical Resources. 15 de setembro de 2008
- «Battle of Iwo Jima». History of War
- Alexander, Colonel Joseph (2000). «Battle of Iwo Jima». HistoryNet.com and World War II magazine
- «Iwo Jima Pictures». WW2-Pictures.com. Arquivado do original em 16 de abril de 2010
- «Amphibious Operations: Capture of Iwo Jima». Naval History and Heritage Command. Consultado em 20 de dezembro de 2017
- «Victory At Sea: Target Suribachi» (video). Internet Archive. Consultado em 19 de dezembro de 2017. Cópia arquivada em 12 de fevereiro de 2009
- «Rare photos of the Battle of Iwo Jima from the U.S. National Archives and the Department of Defense, USMC». Awesome Stories. Consultado em 9 de março de 2010
- «Daily summaries of fighting, Medal of Honor citations, a listing of those who died on Iwo Jima, and maps of the battle». Iwojimahistory.com. Consultado em 8 de novembro de 2011